# Dodô
Dodô (português brasileiro) ou dodó (português europeu) (nome científico: Raphus cucullatus) é uma espécie extinta de ave da família dos pombos que era endêmica de Maurício, uma ilha no Oceano Índico a leste de Madagascar. Era incapaz de voar e não tinha medo de seres humanos, pois evoluiu isolado e sem predadores naturais na ilha que habitava. Foi descoberto em 1598 por navegadores holandeses e totalmente exterminado menos de cem anos mais tarde. A ave era caçada para servir de alimento aos marinheiros, sofrendo depois com o desmatamento e introdução de animais exóticos. Essa trágica história tornou o dodô um verdadeiro ícone da extinção, sendo considerado o mais famoso animal extinto em tempos históricos, com notável presença na cultura popular.
O dodô tinha cerca de um metro de altura e podia pesar mais de 20 kg na natureza. Sua aparência externa é conhecida apenas por pinturas e textos escritos no século XVII, e, por conta da escassez dessas descrições, ainda é um mistério; assim como pouco se sabe sobre seu habitat e comportamento. Foi descrito com plumagem cinza-acastanhada, patas amarelas, um tufo de penas na cauda, cabeça cinza sem penas, e o bico preto, amarelo e verde. A moela ajudava a ave a digerir os alimentos, incluindo frutas, e acredita-se que o principal habitat tenha sido as florestas costeiras nas áreas mais secas da ilha. Presume-se que o dodô tenha deixado de voar devido à facilidade de se obter alimento e a relativa inexistência de predadores em Maurício.
As primeiras menções conhecidas de dodôs foram feitas por marinheiros holandeses em 1598. Nos anos seguintes, a ave foi predada pelas tripulações famintas e seus animais domésticos, além de sofrer com a competição com espécies invasoras introduzidas. Estima-se que apenas onze dodôs levados de Maurício chegaram vivos aos seus destinos na Europa e no Oriente. A última ocasião aceita em que a ave foi vista data de 1662. A extinção não foi imediatamente noticiada e houve quem o considerasse uma criatura mítica. Por muito tempo, os únicos restos de dodô conhecidos foram de quatro exemplares incompletos do século XVII, até que a partir de 1860 uma grande quantidade de ossos fósseis começou a ser descoberta em Maurício, a maioria do pântano Mare aux Songes. A extinção do dodô em apenas cerca de um século após seu descobrimento chamou a atenção para um problema previamente desconhecido da humanidade: o desaparecimento por completo de diversas espécies.
A ave geneticamente mais próxima do dodô foi o também extinto solitário-de-rodrigues; juntos, eles compõem a subfamília Raphinae, dentro da família Columbidae, que engloba todos os pombos. Seu "primo" vivo mais próximo é o pombo-de-nicobar. Durante algum tempo, pensou-se erroneamente que existisse um dodô branco na vizinha ilha de Reunião, mas sabe-se hoje que essa ave na verdade é o íbis-terrestre-de-reunião. O dodô ficou amplamente conhecido por ser um dos personagens de Alice no País das Maravilhas, e aparece em animações, séries de TV e filmes, e na cultura popular é frequentemente usado como símbolo de extinção e obsolescência. O dodô virou mascote de Maurício, e sua imagem já estampou moedas locais.

## Taxonomia

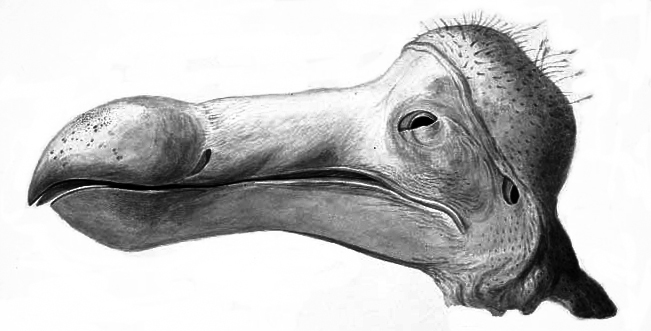
Desenho da cabeça de dodô de Oxford antes da dissecação em 1848.

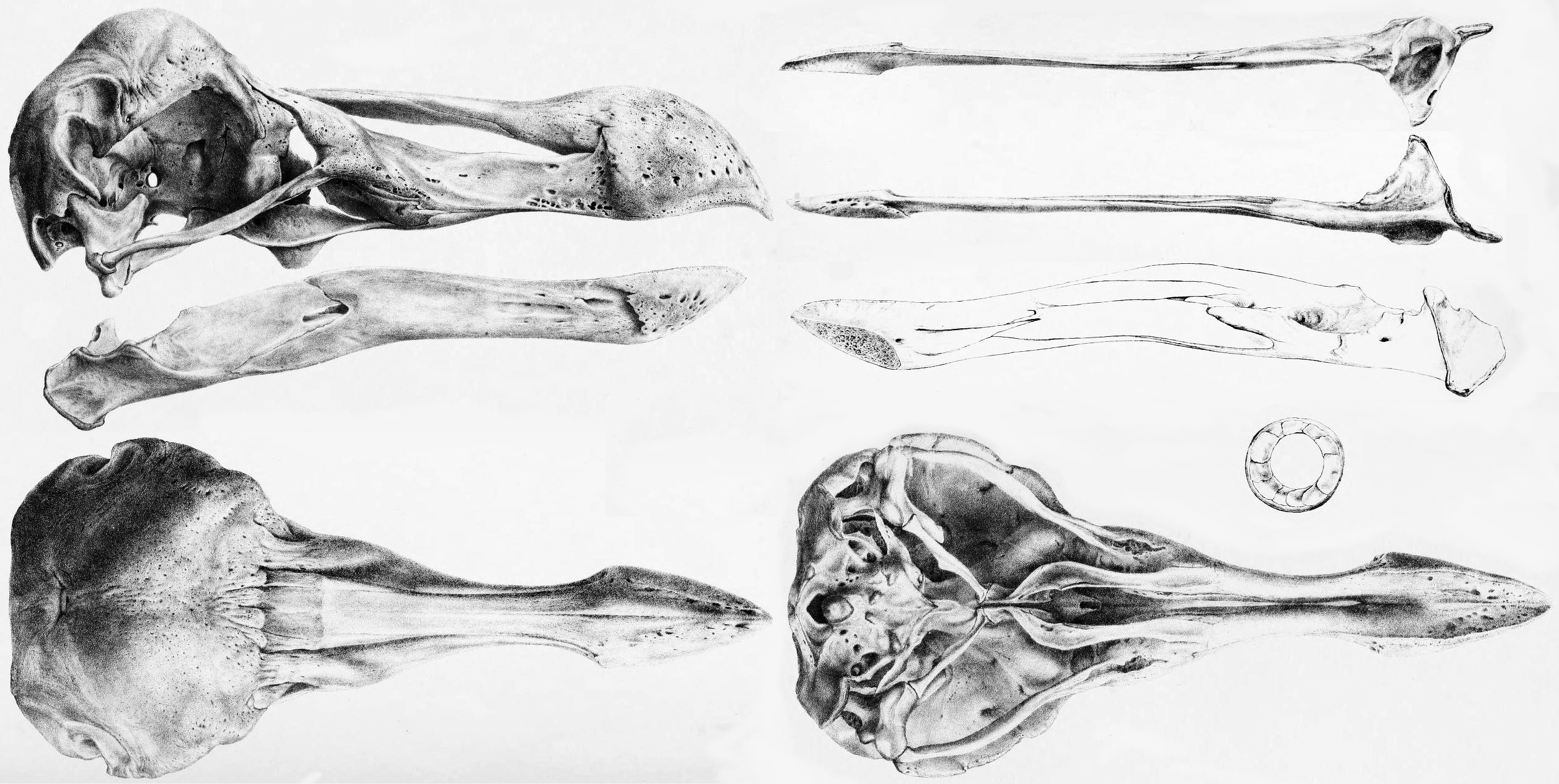
Litografia do crânio de Oxford após a dissecação, quando os ossos foram separados da pele. A análise deste material ajudou a confirmar o parentesco do dodô com os pombos.

As primeiras descrições de cientistas retratavam o dodô de diversas maneiras: um pequeno avestruz, um frango-d'água, um tipo de albatroz e até mesmo uma espécie de abutre. Em 1842, o zoólogo dinamarquês Johannes Reinhardt propôs que os dodôs eram pombos terrestres, baseado no estudo de um crânio de dodô descoberto por ele mesmo na coleção real dinamarquesa em Copenhague. Esta ideia foi considerada ridícula a princípio, mas posteriormente recebeu apoio de Hugh Strickland e Alexander Melville na monografia deles publicada em 1848 — The Dodo and Its Kindred — na qual tentaram separar o que era mito e o que era realidade sobre a ave. Após dissecarem a cabeça e um pé preservados do espécime do Museu da Universidade de Oxford, e comparar com vestígios do também extinto solitário-de-rodrigues (Pezophaps solitaria), descobriram grandes semelhanças entre essas espécies. Strickland constatou que não eram idênticas, mas compartilhavam muitas características peculiares nos ossos das pernas, então conhecidas apenas em pombos.
A anatomia do dodô era parecida com a dos pombos em muitos aspectos. Strickland e Melville observaram que apenas uma pequena parte na extremidade do longo bico da ave é queratinizada, sendo a porção basal maior, delgada e pouco protegida. Pombos têm pele sem penas na região ao redor dos olhos e próxima ao bico, assim como os dodôs. A fronte era alta em relação ao bico, e a narina tinha uma localização baixa no meio do bico, sendo circundada por pele, uma combinação de características compartilhada somente com pombos. As pernas do dodô eram de um modo geral mais parecidas com as dos pombos terrestres do que com as de outras aves, tanto em relação às escamas como ao esqueleto. Representações de grandes papos sugerem parentesco com pombos, nos quais esses órgãos são bem desenvolvidos. A maioria dos pombos possuem ninhadas muito pequenas, e acredita-se que as fêmeas de dodô punham um único ovo por vez. Assim como os pombos, o dodô não tinha o osso vômer nem o septo das narinas, e compartilhava detalhes na mandíbula, no osso zigomático, no palato e no hálux. O dodô diferia de pombos principalmente pelo pequeno tamanho da asa e o grande bico em proporção ao resto do crânio.
Ao longo do século XIX, várias espécies foram classificadas como congêneres do dodô, incluindo o solitário-de-rodrigues e o íbis-terrestre-de-reunião, batizados respectivamente como Didus solitarius e Raphus solitarius (Didus e Raphus foram nomes de gêneros propostos para o dodô e eram usados por diferentes autores da época). Uma atípica descrição do século XVII sobre um dodô e um esqueleto encontrado na ilha Rodrigues, que atualmente se sabe que pertence a um solitário-de-rodrigues, levou Abraham Dee Bartlett a nomear uma nova espécie, Didus nazarenus, em 1852. Como foi baseado em vestígios de solitários, o termo é atualmente um sinônimo para esta espécie. Desenhos simples de outra ave endêmica, a galinhola-vermelha-de-maurício, também foram erroneamente interpretados como espécies de dodôs: Didus broeckii e Didus herberti.

### Etimologia

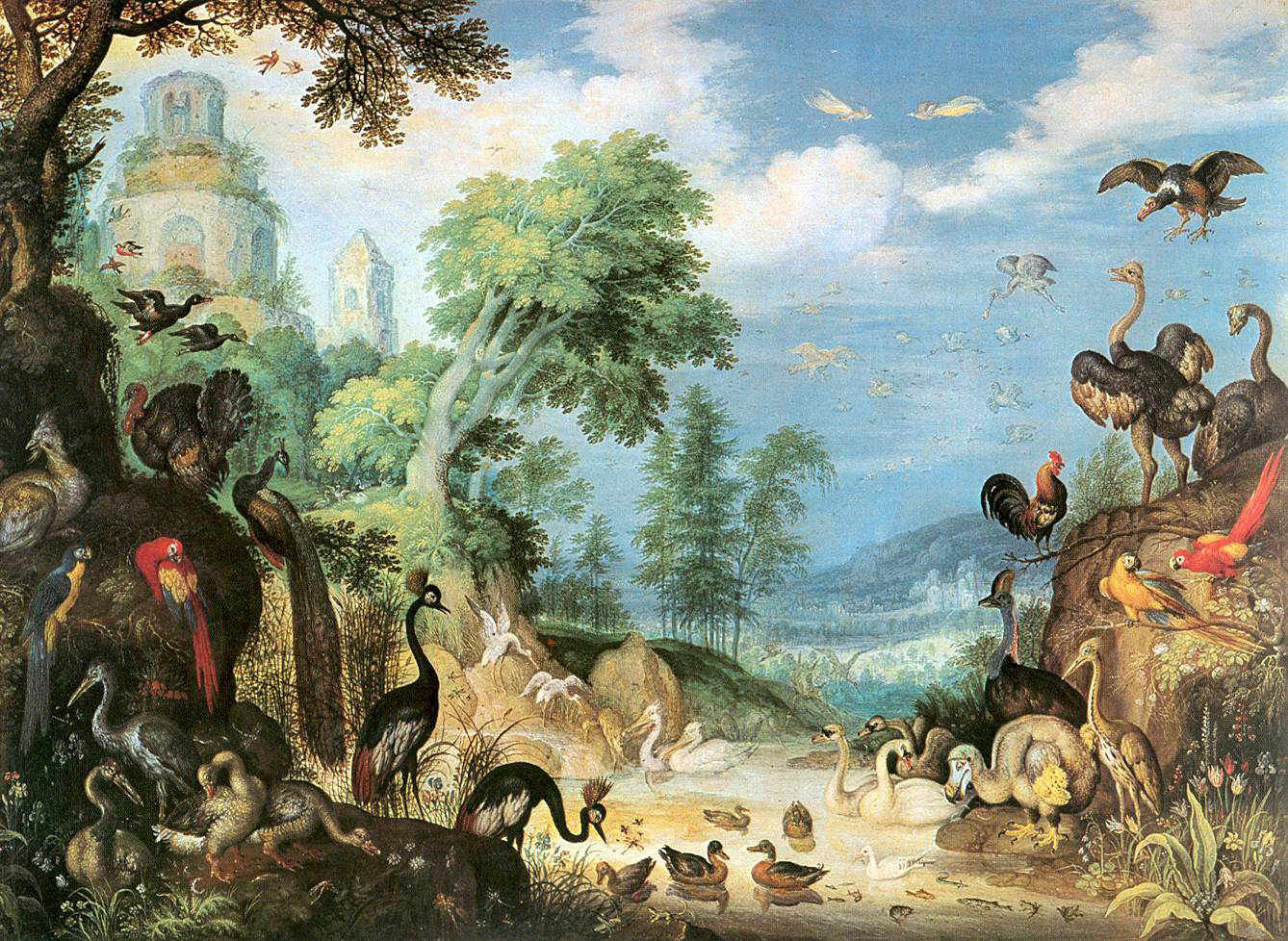
Landscape with Birds de Roelant Savery, 1628. Há um dodô no canto inferior direito.

Um dos primeiros nomes que o dodô recebeu foi Walghvogel, em holandês. Este termo foi usado pela primeira vez no diário de bordo do vice-almirante Wybrand van Warwijck, que visitou Maurício durante a Segunda Expedição Holandesa à Indonésia em 1598. Walghe quer dizer "sem gosto", "insípido" ou "desagradável", e vogel significa "pássaro". O nome foi traduzido para o idioma alemão como Walchstök ou Walchvögel, por Jakob Friedlib. O relatório holandês original, intitulado Waarachtige Beschryving, foi perdido; mas sua tradução para o inglês sobreviveu:
"À esquerda deles havia uma pequena ilha a qual deram o nome de ilha Hemskerk, e a uma baía nela chamaram baía Warwick (...). Ali permaneceram por 12 dias para descansar, encontrando neste lugar grande quantidade de aves duas vezes maiores que cisnes, as quais chamaram de Walghstocks ou Wallowbirdes, sendo muito boa sua carne. Mas quando encontraram pombos e papagaios em abundância, desdenharam de comer mais dessas grandes aves, chamando-as Wallowbirds, que quer dizer pássaro enjoativo ou repugnante.

Dos referidos pombos e papagaios, os encontraram em abundância, tendo a carne muito gordurosa e saborosa; esses pássaros podem ser facilmente capturados e mortos com pequenas varas: eles são tão mansos assim porque a ilha não é habitada, também porque nenhuma criatura que vive ali é acostumada a avistar homens."
Outro relato daquela viagem, talvez o primeiro a mencionar o dodô, afirma que os portugueses se referiam àquelas aves como pinguins, mas o termo pode não ter se originado de pinguim (pois o idioma português da época tratava tal ave como "sotilicário"), e sim de pinion, uma alusão às pequenas asas. A tripulação do navio holandês Gelderland chamou a ave de "dronte" (que significa "inchado") em 1602, palavra até hoje usada em algumas línguas. Esta tripulação também se referia aos dodôs como "griff-eendt" e "kermisgans", em referência às aves domésticas engordadas para um tradicional festival (quermesse) em Amsterdã, realizado no dia seguinte ao ancoramento deles na ilha Maurício.
A origem da palavra dodô não está clara. Alguns a atribuem a dodoor, que em holandês quer dizer "preguiçoso", porém é mais provável que venha de Dodaars, que pode significar "traseiro gordo" ou "nó no traseiro", referindo-se ao "nó" de penas na parte de trás do animal. O primeiro registro da palavra Dodaars está no diário do capitão Willem Van West-Zanen de 1602. O historiador inglês Thomas Herbert foi o primeiro a usar a palavra dodô na imprensa, em 1634, no seu livro de viagens, alegando que foi referido como tal pelos portugueses, que tinham visitado Maurício em 1507. Outro inglês, Emmanuel Altham, usou a palavra numa carta de 1628, na qual ele também alegou a origem na língua portuguesa. O nome dodar foi introduzido em inglês, ao mesmo tempo que dodô, mas só foi utilizado até o século XVIII. Pelo que se sabe atualmente, os portugueses nunca mencionaram a ave. No entanto, algumas fontes ainda afirmam que a palavra dodô deriva da palavra "doudo" em português antigo (atualmente "doido"). Também tem sido sugerido que "dodô" é uma aproximação onomatopoeica do canto da ave, um som de duas notas parecido com o emitido por um pombo, e que se assemelharia a "doo-doo".
O termo em latim cucullatus ("bordado") foi utilizado pela primeira vez por Juan Eusebio Nieremberg em 1635 como Cygnus cucullatus, em referência a uma representação de dodô feita por Carolus Clusius em 1605. Em sua obra clássica do século XVIII, "Systema Naturae", Carlos Lineu usou o nome específico cucullatus, mas combinou com o nome do gênero Struthio (avestruz). Mathurin Jacques Brisson cunhou o nome do gênero Raphus (referindo-se às abetardas) em 1760, resultando no nome atual: Raphus cucullatus. Em 1766, Lineu criou um novo nome binominal: Didus ineptus (que significa "dodô inepto"), mas posteriormente este termo veio a ser sinônimo do nome anterior em razão da prioridade nomenclatural.

### Evolução

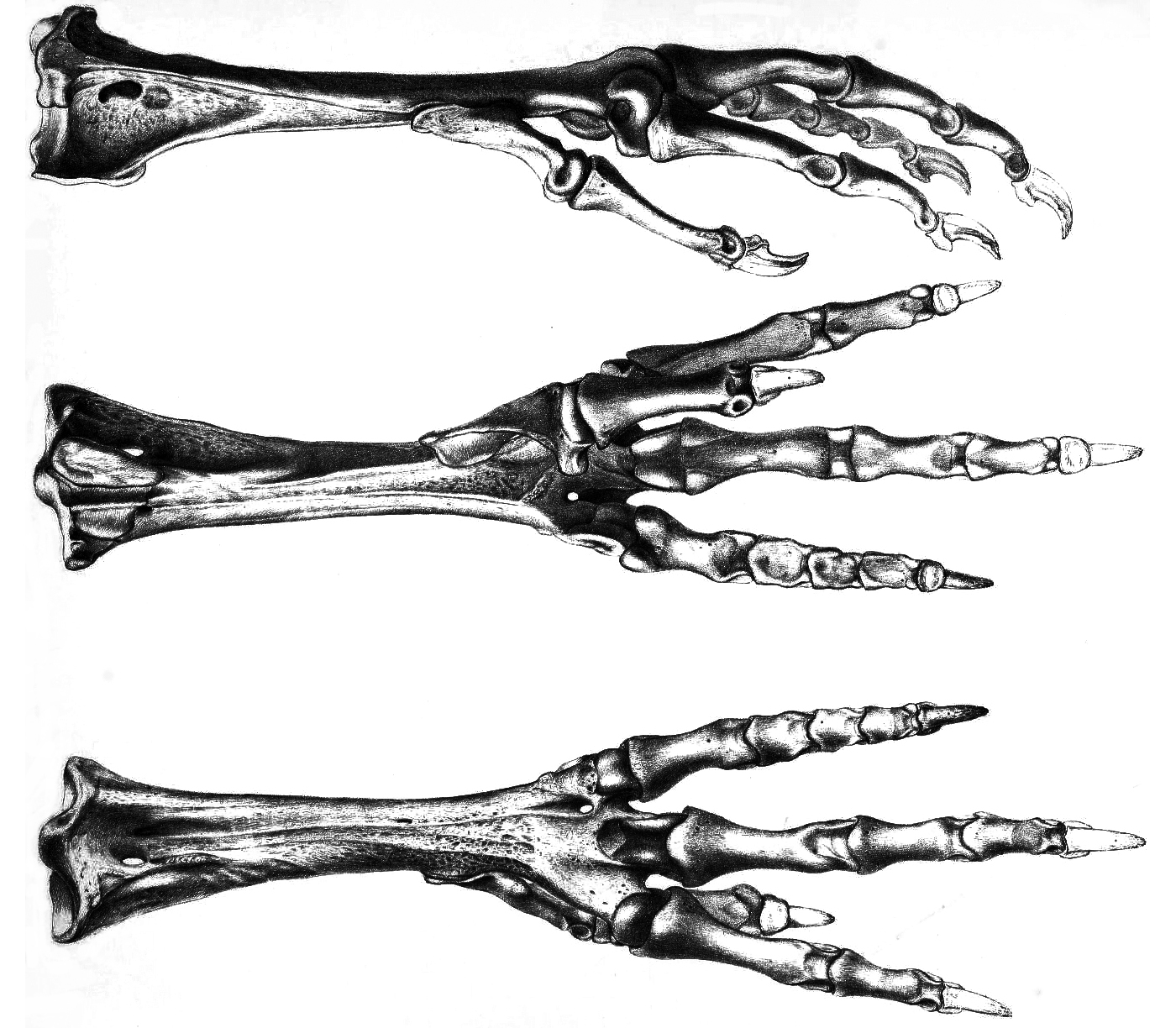
Litografia de 1848 do pé do espécime de Oxford, usado como fonte para o estudo genético.

Durante muitos anos o dodô e o solitário-de-rodrigues foram catalogados numa família só deles, a Raphidae (antes denominada Dididae), já que o parentesco com outros pombos não estava suficientemente esclarecido. Depois, cada um foi classificado em sua própria família monotípica (Raphidae e Pezophapidae, respectivamente), pois acreditava-se que haviam desenvolvido suas características similares de forma independente. Informações osteológicas e moleculares levaram à dissolução da família Raphidae, e tanto o dodô como o solitário-de-rodrigues estão hoje alocados numa única subfamília, Raphinae, dentro da família Columbidae, que engloba todos os pombos modernos.
A comparação do citocromo b mitocondrial e das sequências 12S de RNA ribossomal, isolados de um tarso de dodô e de um fêmur de solitário-de-rodrigues, confirmou o parentesco próximo entre essas duas aves, bem como sua classificação dentro da família Columbidae. A interpretação dessas evidências genéticas mostrou que o "primo" vivo mais próximo do dodô é o pombo-de-nicobar, que habita o sudeste asiático, seguido pelas gouras da Nova Guiné e pelo Didunculus strigirostris de Samoa. O nome do gênero deste último, Didunculus, significa "pequeno dodô" em latim; a ave foi chamado pelo famoso naturalista Richard Owen de "dodlet". O cladograma a seguir, formulado por Beth Shapiro e colaboradores em 2002, mostra as relações do dodô com outros pombos dentro da família Columbidae.
|  | Caloenas nicobarica (pombo-de-nicobar)                                                                    |
|  | |
|  | \| \| Pezophaps solitaria (solitário-de-rodrigues) \| \| \| \| \| \| Raphus cucullatus (dodô) \| \| \| \| |
|  | |
|  | Pezophaps solitaria (solitário-de-rodrigues)                                                              |
|  | |
|  | Raphus cucullatus (dodô)                                                                                  |
|  | |

|  | Pezophaps solitaria (solitário-de-rodrigues) |
|  |                                              |
|  | Raphus cucullatus (dodô)                     |
|  |                                              |

|  | Caloenas nicobarica (pombo-de-nicobar)                                                                    |
|  | |
|  | \| \| Pezophaps solitaria (solitário-de-rodrigues) \| \| \| \| \| \| Raphus cucullatus (dodô) \| \| \| \| |
|  | |
|  | Pezophaps solitaria (solitário-de-rodrigues)                                                              |
|  | |
|  | Raphus cucullatus (dodô)                                                                                  |
|  | |

|  | Pezophaps solitaria (solitário-de-rodrigues) |
|  |                                              |
|  | Raphus cucullatus (dodô)                     |
|  |                                              |

|  | Caloenas nicobarica (pombo-de-nicobar)                                                                    |
|  | |
|  | \| \| Pezophaps solitaria (solitário-de-rodrigues) \| \| \| \| \| \| Raphus cucullatus (dodô) \| \| \| \| |
|  | |
|  | Pezophaps solitaria (solitário-de-rodrigues)                                                              |
|  | |
|  | Raphus cucullatus (dodô)                                                                                  |
|  | |

|  | Pezophaps solitaria (solitário-de-rodrigues) |
|  |                                              |
|  | Raphus cucullatus (dodô)                     |
|  |                                              |

|  | Caloenas nicobarica (pombo-de-nicobar)                                                                    |
|  | |
|  | \| \| Pezophaps solitaria (solitário-de-rodrigues) \| \| \| \| \| \| Raphus cucullatus (dodô) \| \| \| \| |
|  | |
|  | Pezophaps solitaria (solitário-de-rodrigues)                                                              |
|  | |
|  | Raphus cucullatus (dodô)                                                                                  |
|  | |

|  | Pezophaps solitaria (solitário-de-rodrigues) |
|  |                                              |
|  | Raphus cucullatus (dodô)                     |
|  |                                              |

|  | Caloenas nicobarica (pombo-de-nicobar)                                                                    |
|  | |
|  | \| \| Pezophaps solitaria (solitário-de-rodrigues) \| \| \| \| \| \| Raphus cucullatus (dodô) \| \| \| \| |
|  | |
|  | Pezophaps solitaria (solitário-de-rodrigues)                                                              |
|  | |
|  | Raphus cucullatus (dodô)                                                                                  |
|  | |

|  | Pezophaps solitaria (solitário-de-rodrigues) |
|  |                                              |
|  | Raphus cucullatus (dodô)                     |
|  |                                              |

|  | Caloenas nicobarica (pombo-de-nicobar)                                                                    |
|  | |
|  | \| \| Pezophaps solitaria (solitário-de-rodrigues) \| \| \| \| \| \| Raphus cucullatus (dodô) \| \| \| \| |
|  | |
|  | Pezophaps solitaria (solitário-de-rodrigues)                                                              |
|  | |
|  | Raphus cucullatus (dodô)                                                                                  |
|  | |

|  | Pezophaps solitaria (solitário-de-rodrigues) |
|  |                                              |
|  | Raphus cucullatus (dodô)                     |
|  |                                              |

|  | Caloenas nicobarica (pombo-de-nicobar)                                                                    |
|  | |
|  | \| \| Pezophaps solitaria (solitário-de-rodrigues) \| \| \| \| \| \| Raphus cucullatus (dodô) \| \| \| \| |
|  | |
|  | Pezophaps solitaria (solitário-de-rodrigues)                                                              |
|  | |
|  | Raphus cucullatus (dodô)                                                                                  |
|  | |

|  | Pezophaps solitaria (solitário-de-rodrigues) |
|  |                                              |
|  | Raphus cucullatus (dodô)                     |
|  |                                              |

|  | Caloenas nicobarica (pombo-de-nicobar)                                                                    |
|  | |
|  | \| \| Pezophaps solitaria (solitário-de-rodrigues) \| \| \| \| \| \| Raphus cucullatus (dodô) \| \| \| \| |
|  | |
|  | Pezophaps solitaria (solitário-de-rodrigues)                                                              |
|  | |
|  | Raphus cucullatus (dodô)                                                                                  |
|  | |

|  | Pezophaps solitaria (solitário-de-rodrigues) |
|  |                                              |
|  | Raphus cucullatus (dodô)                     |
|  |                                              |

|  | Caloenas nicobarica (pombo-de-nicobar)                                                                    |
|  | |
|  | \| \| Pezophaps solitaria (solitário-de-rodrigues) \| \| \| \| \| \| Raphus cucullatus (dodô) \| \| \| \| |
|  | |
|  | Pezophaps solitaria (solitário-de-rodrigues)                                                              |
|  | |
|  | Raphus cucullatus (dodô)                                                                                  |
|  | |

|  | Pezophaps solitaria (solitário-de-rodrigues) |
|  |                                              |
|  | Raphus cucullatus (dodô)                     |
|  |                                              |

|  | Caloenas nicobarica (pombo-de-nicobar)                                                                    |
|  | |
|  | \| \| Pezophaps solitaria (solitário-de-rodrigues) \| \| \| \| \| \| Raphus cucullatus (dodô) \| \| \| \| |
|  | |
|  | Pezophaps solitaria (solitário-de-rodrigues)                                                              |
|  | |
|  | Raphus cucullatus (dodô)                                                                                  |
|  | |

|  | Pezophaps solitaria (solitário-de-rodrigues) |
|  |                                              |
|  | Raphus cucullatus (dodô)                     |
|  |                                              |

|  | Caloenas nicobarica (pombo-de-nicobar)                                                                    |
|  | |
|  | \| \| Pezophaps solitaria (solitário-de-rodrigues) \| \| \| \| \| \| Raphus cucullatus (dodô) \| \| \| \| |
|  | |
|  | Pezophaps solitaria (solitário-de-rodrigues)                                                              |
|  | |
|  | Raphus cucullatus (dodô)                                                                                  |
|  | |

|  | Pezophaps solitaria (solitário-de-rodrigues) |
|  |                                              |
|  | Raphus cucullatus (dodô)                     |
|  |                                              |

|  | Caloenas nicobarica (pombo-de-nicobar)                                                                    |
|  | |
|  | \| \| Pezophaps solitaria (solitário-de-rodrigues) \| \| \| \| \| \| Raphus cucullatus (dodô) \| \| \| \| |
|  | |
|  | Pezophaps solitaria (solitário-de-rodrigues)                                                              |
|  | |
|  | Raphus cucullatus (dodô)                                                                                  |
|  | |

|  | Pezophaps solitaria (solitário-de-rodrigues) |
|  |                                              |
|  | Raphus cucullatus (dodô)                     |
|  |                                              |

|  | Caloenas nicobarica (pombo-de-nicobar)                                                                    |
|  | |
|  | \| \| Pezophaps solitaria (solitário-de-rodrigues) \| \| \| \| \| \| Raphus cucullatus (dodô) \| \| \| \| |
|  | |
|  | Pezophaps solitaria (solitário-de-rodrigues)                                                              |
|  | |
|  | Raphus cucullatus (dodô)                                                                                  |
|  | |

|  | Pezophaps solitaria (solitário-de-rodrigues) |
|  |                                              |
|  | Raphus cucullatus (dodô)                     |
|  |                                              |

|  | Caloenas nicobarica (pombo-de-nicobar)                                                                    |
|  | |
|  | \| \| Pezophaps solitaria (solitário-de-rodrigues) \| \| \| \| \| \| Raphus cucullatus (dodô) \| \| \| \| |
|  | |
|  | Pezophaps solitaria (solitário-de-rodrigues)                                                              |
|  | |
|  | Raphus cucullatus (dodô)                                                                                  |
|  | |

|  | Pezophaps solitaria (solitário-de-rodrigues) |
|  |                                              |
|  | Raphus cucullatus (dodô)                     |
|  |                                              |

|  | Caloenas nicobarica (pombo-de-nicobar)                                                                    |
|  | |
|  | \| \| Pezophaps solitaria (solitário-de-rodrigues) \| \| \| \| \| \| Raphus cucullatus (dodô) \| \| \| \| |
|  | |
|  | Pezophaps solitaria (solitário-de-rodrigues)                                                              |
|  | |
|  | Raphus cucullatus (dodô)                                                                                  |
|  | |

|  | Pezophaps solitaria (solitário-de-rodrigues) |
|  |                                              |
|  | Raphus cucullatus (dodô)                     |
|  |                                              |

|  | Caloenas nicobarica (pombo-de-nicobar)                                                                    |
|  | |
|  | \| \| Pezophaps solitaria (solitário-de-rodrigues) \| \| \| \| \| \| Raphus cucullatus (dodô) \| \| \| \| |
|  | |
|  | Pezophaps solitaria (solitário-de-rodrigues)                                                              |
|  | |
|  | Raphus cucullatus (dodô)                                                                                  |
|  | |

|  | Pezophaps solitaria (solitário-de-rodrigues) |
|  |                                              |
|  | Raphus cucullatus (dodô)                     |
|  |                                              |

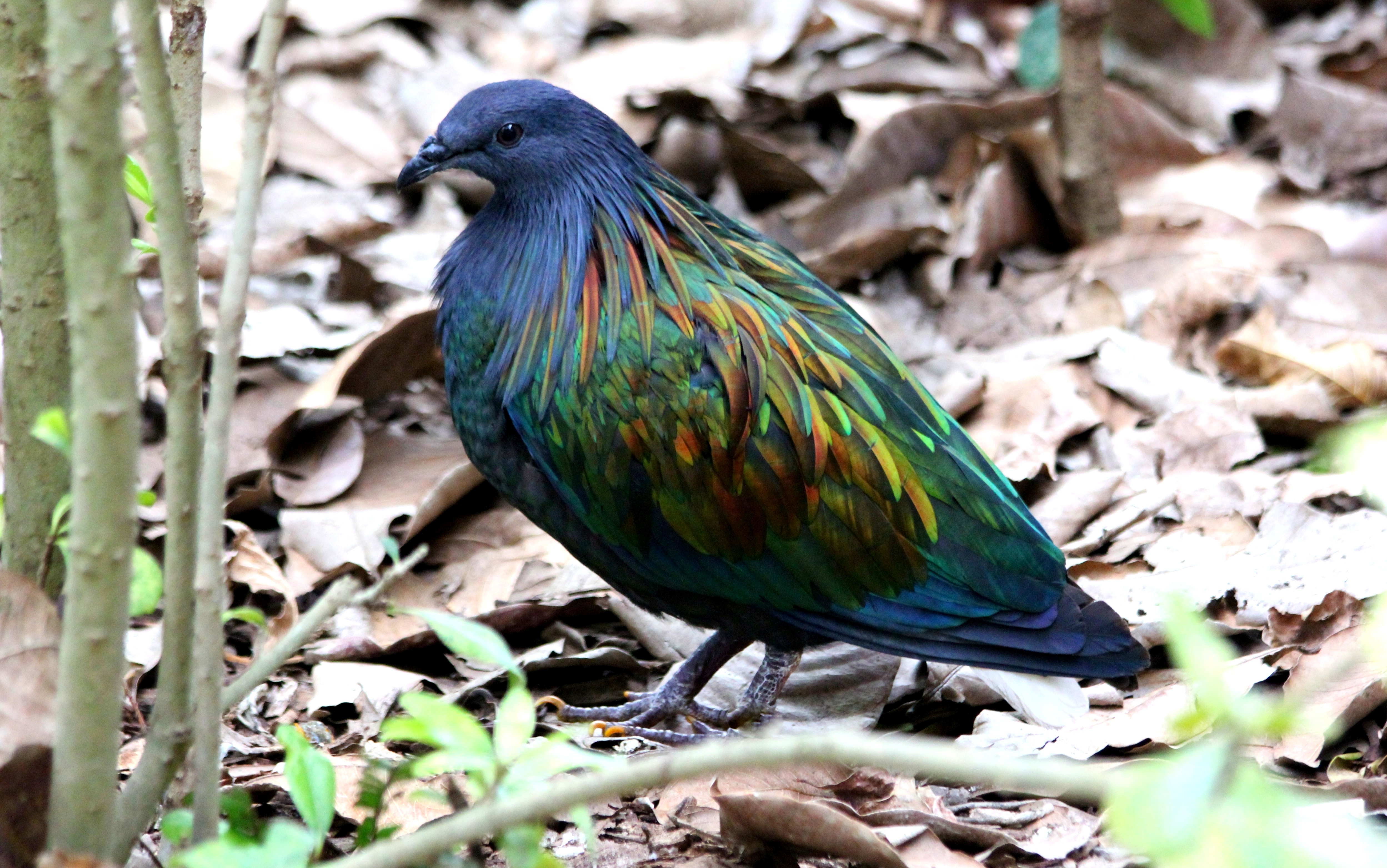
O pombo-de-nicobar é o "primo" vivo mais próximo do dodô

Um cladograma similar, publicado em 2007, inverte os lugares da goura e do Didunculus, além de incluir o Otidiphaps nobilis e o Trugon terrestris na base do clado. Após estudar evidências comportamentais e morfológicas, Jolyon C. Parish propôs que o dodô e o solitário-de-rodrigues devem ser alocados na subfamília Gourinae junto com as pombas gouras e outras espécies, em acordo com os dados genéticos. Em 2014, a análise do DNA do único exemplar que restou do Caloenas maculata mostrou que ele é um parente próximo do pombo-de-nicobar, e, sendo assim, também é "primo" do dodô e do solitário-de-rodrigues.
Um estudo de 2002 indicou que os ancestrais do dodô e do solitário divergiram em torno do limite Paleogeno-Neogeno. As ilhas Mascarenhas (Maurício, Reunião e Rodrigues) são de origem vulcânica e têm menos de 10 milhões de anos de idade. Portanto, os antepassados de ambas as aves provavelmente permaneceram capazes de voar por um tempo considerável após a separação de suas linhagens. Os ancestrais dos Raphinae podem ter se espalhado a partir do sudeste asiático por salto de dispersão entre ilhas. A falta de mamíferos herbívoros competindo pelos recursos dessas ilhas permitiu que o solitário e o dodô perdessem a capacidade de voar e aumentassem muito de tamanho, fenômeno chamado de gigantismo insular. Outro pombo grande e incapaz de voar, o Natunaornis gigoura, foi descrito em 2001 a partir de material fóssil coletado em Fiji. Ele era apenas um pouco menor do que o dodô e o solitário-de-rodrigues, e também acredita-se que pode ter parentesco com os pombos coroados do gênero Goura.

## Descrição

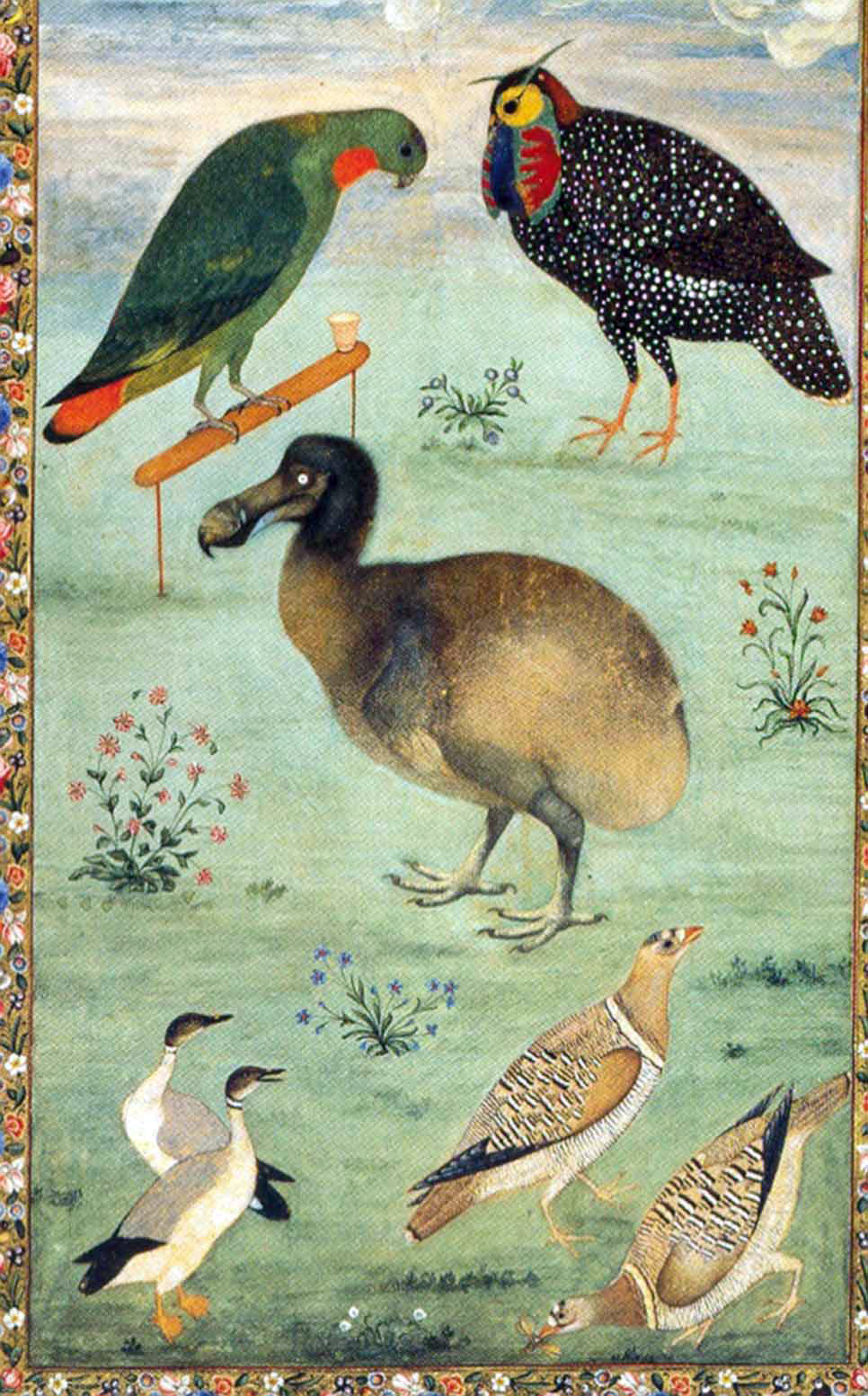
Dodô (no centro) e aves indianas, por Ustad Mansur, c. 1625; talvez a mais acurada representação de um dodô vivo.

Como não restou nenhum exemplar completo de dodô, é difícil determinar com exatidão como era sua aparência externa, incluindo sua cor e plumagem. Ilustrações e relatos escritos de encontros com dodôs no período entre sua descoberta e extinção (1598 a 1662) são as evidências mais confiáveis sobre a aparência da ave. De acordo com a maioria das representações, o dodô tinha uma plumagem acinzentada ou acastanhada, com penas primárias mais claras e um tufo de penas leves encaracoladas na extremidade do traseiro. A cabeça era cinza e nua, o bico verde, preto e amarelo, e as pernas eram robustas e amareladas, com garras pretas. A ave apresentava dimorfismo sexual: machos eram maiores e possuíam bicos proporcionalmente mais longos. O bico media até 23 centímetros de comprimento e tinha uma parte em forma de gancho.
Fósseis achados em Maurício e restos dos dôdos levados para a Europa no século XVII mostram que eram animais muito grandes, tinham um metro de altura e, possivelmente, pesavam até 23 kg. Os maiores pesos foram atribuídos às aves em cativeiro; estima-se que na natureza pesavam na faixa 10,6 a 21,1 kg. Uma estimativa posterior apontou um peso médio mais baixo, de apenas 10,2 kg. Este dado tem sido questionado e ainda há controvérsias. Especialistas acreditam ainda que o peso do dodô variava conforme a estação do ano: eles seriam gordos durante as estações frias, mas nem tanto durante as quentes. Um estudo das poucas penas remanescentes na cabeça do exemplar de Oxford mostrou que elas eram penáceas em vez de plumáceas, e muito semelhantes as de outros pombos.
Muitas das características do esqueleto que distinguem o dodô e o solitário-de-rodrigues, seu parente mais próximo, de outros pombos têm sido atribuídas a sua incapacidade de voar. Os elementos pélvicos eram mais densos do que os dos pombos voadores; assim, o dodô e solitário-de-rodrigues podiam suportar um peso corporal maior. Além disso, a região peitoral e as pequenas asas eram pedomórficas, ou seja, durante a evolução, foram retidas na idade adulta algumas características típicas do período juvenil. O crânio, tronco e membros pélvicos eram peramórficos, o que significa que eles mudavam consideravelmente com a idade. O dodô compartilhava vários outros traços com o solitário-de-rodrigues, como características do crânio, pelve e esterno, bem como um porte grande. É diferente em outros aspectos, sendo mais robusto e mais curto do que o solitário-de-rodrigues, tendo crânio e bico maiores, a porção superior do crânio arredondada e órbitas menores. O pescoço e as pernas do dodô eram proporcionalmente mais curtos, e a ave de Maurício não dispunha de um equivalente à calosidade presente nos punhos do solitário-de-rodrigues.

### Descrições contemporâneas

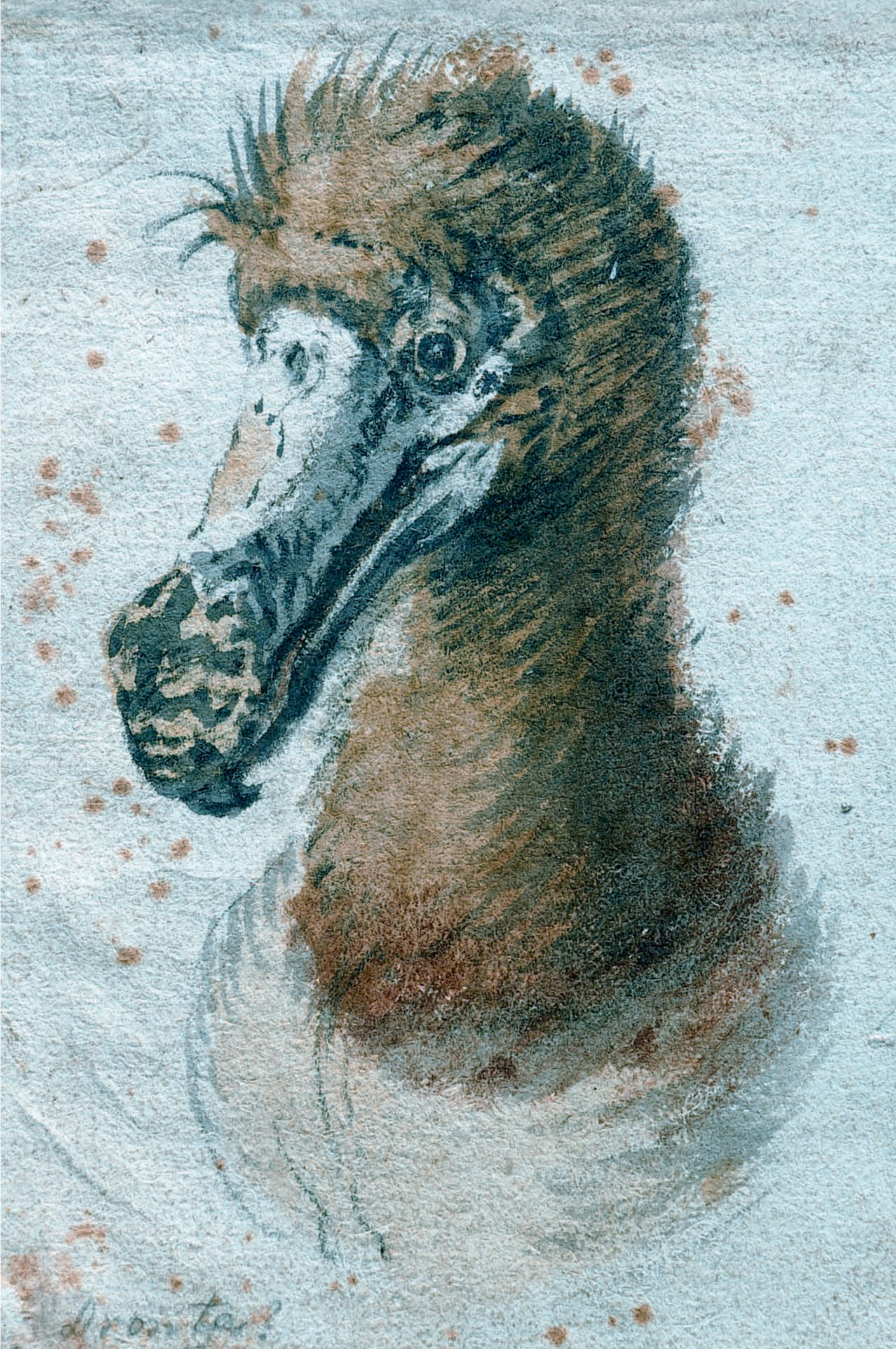
Pintura de uma cabeça de dodô por Cornelis Saftleven, 1638; uma das últimas representações com base num modelo vivo.

A maioria das descrições contemporâneas do dodô são encontradas em diários de bordo e documentos de navios da Companhia Holandesa das Índias Orientais que atracaram em Maurício no século XVII, na época governada pelo Império Holandês. Esses registros foram utilizados como guias para as viagens seguintes. Poucos relatos sobre o dodô são confiáveis: boa parte parece basear-se em descrições prévias, e nenhum deles foi escrito por cientistas.
Um dos primeiros registros sobre a fauna de Maurício, do diário de van Warwijck de 1598, descreve o dodô da seguinte maneira:
Papagaios azuis são muito numerosos por lá, bem como outras aves; entre as quais há uma espécie, conspícua pelo seu tamanho, maior do que os nossos cisnes, com enormes cabeças cobertas apenas a metade com pele, como se vestida com um capuz. Estas aves não possuem asas, no lugar das quais 3 ou 4 penas enegrecidas se sobressaem. A cauda consiste de algumas penas moles e encurvadas, que são de cor cinza. Costumávamos chama-las de 'Walghvogel', porque quanto mais cozinhávamos, menos macia e mais insípida a carne delas ficava. Não obstante, sua barriga e peito eram de um sabor agradável e facilmente mastigáveis.
Uma das descrições mais detalhadas foi feita pelo historiador inglês Thomas Herbert na obra A Relation of Some Yeares Travaille into Afrique and the Greater Asia, datada de 1634:
Apenas aqui e em Dygarrois [ilha Rodrigues, provavelmente referindo-se ao solitário] nasce o dodô, que por forma e raridade pode antagonizar a fênix da Arábia: seu corpo é redondo e gordo, poucos pesam menos de 50 libras. Serve mais para admirar do que como comida, estômagos fortes podem aceitá-lo, mas para os delicados são ofensivos e sem serventia como alimento. Sua fisionomia revela melancolia, como se consciente do insulto da natureza em conceber um corpo tão grande para ser guiado com asas tão pequenas e impotentes, que servem apenas para provar que é uma ave. A metade de sua cabeça é nua, parecendo estar coberta com um fino véu, seu bico é encurvado para baixo, no meio dele fica a narina, daí até a extremidade é verde-claro, misturado com uma coloração amarela-pálida; seus olhos são pequenos e lembram diamantes redondos; suas plumas macias, sua cauda tem três pequenas plumas, curtas e desproporcionais, suas pernas se adaptaram ao corpo, suas garras afiadas, seu apetite forte e voraz. Pedras e ferro são digeridos, cuja descrição será mais bem exprimida em sua representação.

### Representações contemporâneas

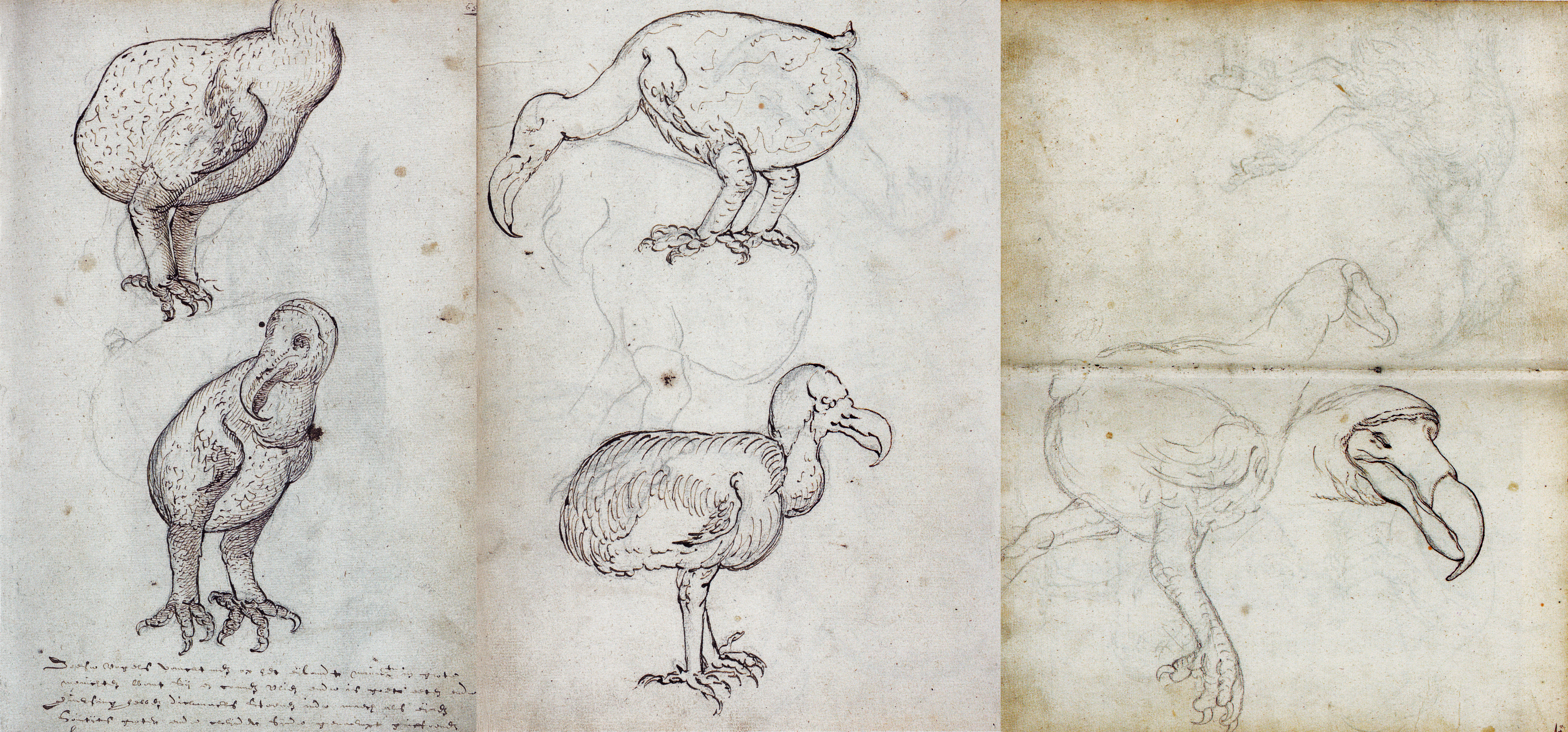
Compilação de esboços do diário de bordo do Gelderland, 1601.

O diário de bordo do navio holandês Gelderland (1601-1603), redescoberto na década de 1860, contém os únicos esboços conhecidos de dodôs, vivos ou recém-mortos, desenhados em Maurício. A autoria foi atribuída ao artista profissional Joris Joostensz Laerle, que também desenhou outras aves já extintas da ilha, e a um segundo artista menos refinado. Além destes desenhos, não se sabe quantas ilustrações de dôdos foram feitas usando como modelo animais vivos ou empalhados, o que afeta sua confiabilidade. Como os dodôs são conhecidos apenas por alguns poucos restos físicos e descrições, as obras de arte contemporâneas são importantes para reconstruir sua aparência em vida. Embora tenha havido um esforço desde meados do século XIX para listar todas as ilustrações históricas da espécie, representações antes desconhecidas continuam sendo descobertas ocasionalmente.
Todas as representações feitas após o ano de 1638 parecem ser baseadas em imagens anteriores, na medida em que menções ao dodô em relatos de viagem tornavam-se cada vez mais raros. As diferenças nas ilustrações levaram autores como Anthonie Cornelis Oudemans e Masauji Hachisuka a especular sobre dimorfismo sexual, traços ontogênicos, variação sazonal, e até mesmo a existência de espécies diferentes de dodôs, mas essas hipóteses não são aceitas atualmente. Certos detalhes, como as marcas do bico, a forma das penas da cauda e a cor do animal, variam de relato para relato, o que torna impossível determinar a morfologia exata dessas características, se elas sinalizam idade ou sexo, ou mesmo se refletem a realidade. O especialista em dodôs Julian Hume acredita que as narinas do dodô vivo tinham o formato de fenda, como visto nos desenhos do Gelderland, de Cornelis Saftleven, da Galeria de Arte Crocker e do indiano Ustad Mansur. De acordo com esse raciocínio, as narinas abertas, frequentemente vistas em pinturas, indicam que espécimes empalhados foram utilizados como modelos.

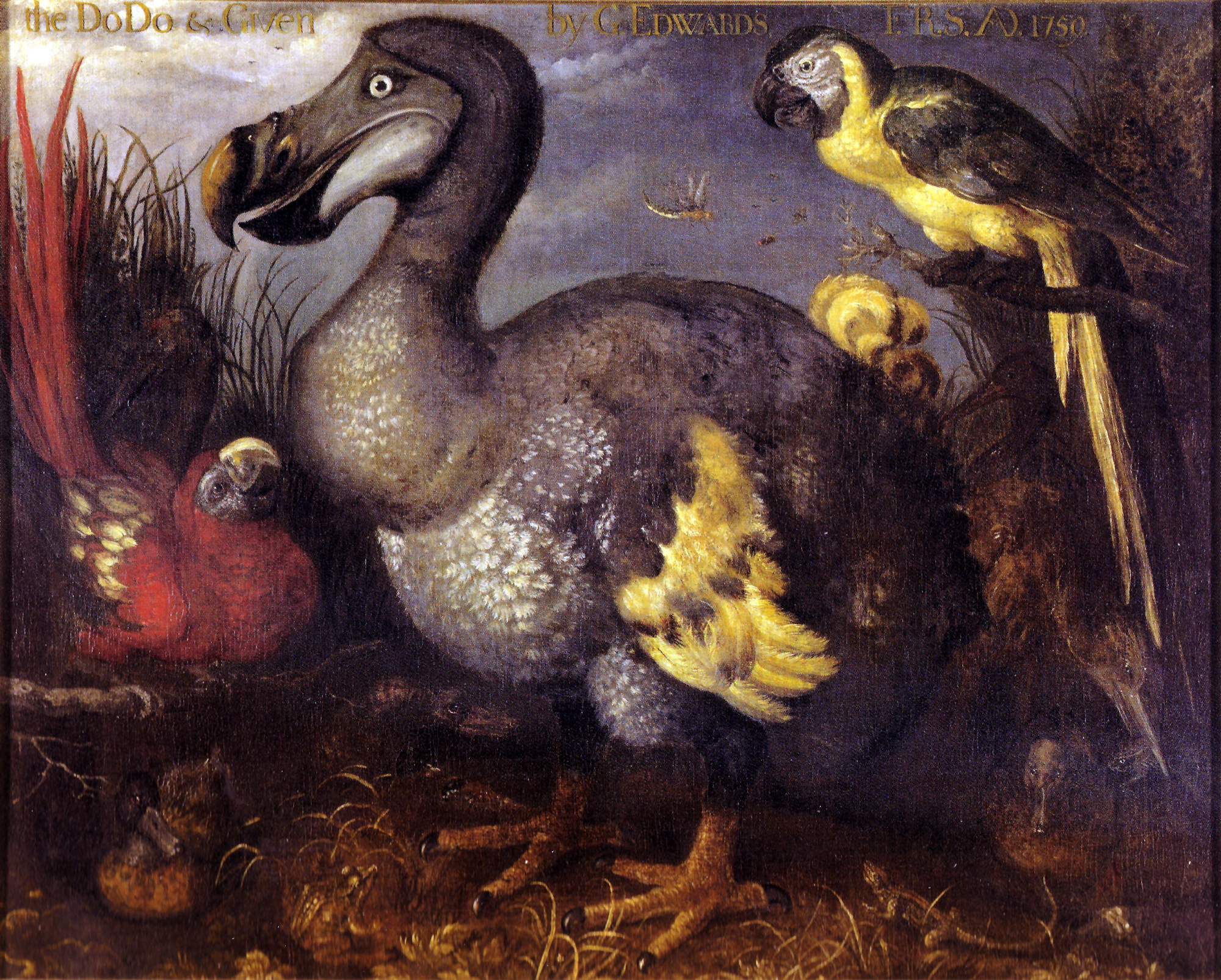
O famoso Edwards' Dodo, pintado por Savery em 1626, e que tornou-se a imagem "padrão" do dodô.

A imagem tradicional do dodô é de uma ave muito gorda e desajeitada, mas esta perspectiva pode ser exagerada. A opinião geral dos cientistas hoje é a de que muitas representações europeias antigas foram baseadas em aves cativas superalimentadas, ou em espécimes empalhados grosseiramente. Também foi sugerido que as imagens podem mostrar dodôs com penas bufantes, como parte do comportamento de exibição. O pintor holandês Roelant Savery foi o ilustrador mais influente e prolífico do dodô. Ele fez pelo menos dez representações, muitas vezes mostrando a ave no canto inferior das telas. Uma famosa pintura sua, datada de 1626, agora chamada Edward's Dodo por ter pertencido ao ornitólogo George Edwards, tornou-se a imagem padrão do animal. A pintura, atualmente guardada no Museu de História Natural de Londres, mostra uma ave particularmente gorda e serviu como inspiração para muitas outras ilustrações de dodôs.
Uma pintura mogol redescoberta em São Petersburgo na década de 1950 mostra um dodô junto a aves indianas. A gravura retrata uma ave acastanhada e mais esbelta que a dos desenhos europeus. Tanto seu descobridor, A. Iwanow, como o especialista em dodôs Julian Hume, a consideram como uma das representações mais precisas de um dodô vivo; as aves ao redor são claramente identificáveis e representados com uma coloração adequada. Acredita-se ser do século XVII e a autoria foi atribuída ao artista Ustad Mansur. O exemplar retratado provavelmente viveu no zoológico do imperador mogol Jahangir, localizado em Surat, onde o viajante inglês Peter Mundy também afirmou ter visto dodôs. Em 2014, uma outra ilustração indiana de um dodô foi encontrada, mas descobriu-se que foi derivada de uma ilustração alemã de 1836.

## Comportamento e ecologia

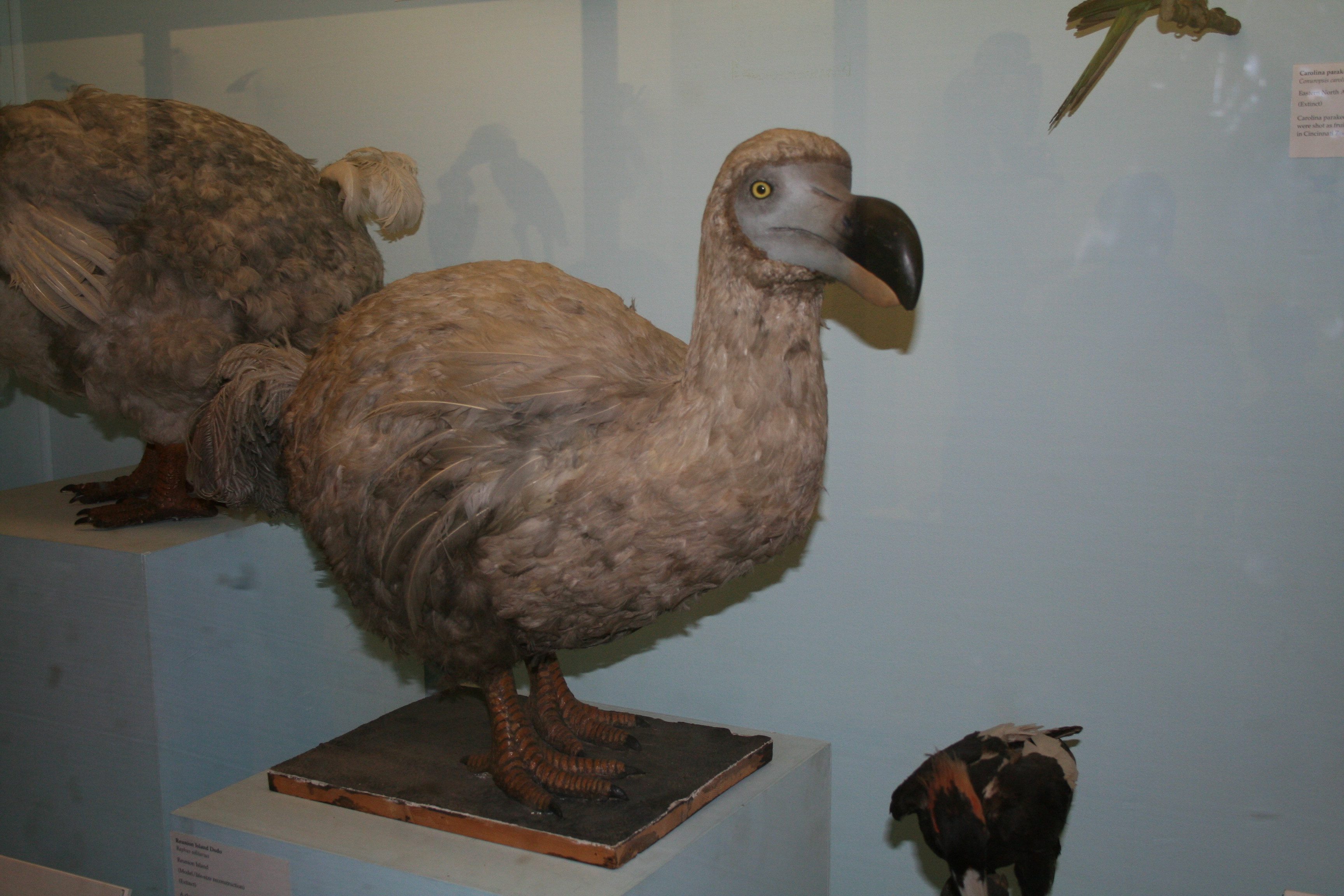
Reconstituição do dodô exposta no Museu de História Natural de Londres.

Pouco se sabe sobre o comportamento do dodô, pois a maioria das descrições da época são muito breves. Com base em estimativas de peso, acredita-se que o macho pudesse chegar a 21 anos de idade, e as fêmeas 17. Estudos de cantiléver da força de seus ossos da perna indicam que ele poderia correr muito rápido. Ao contrário do solitário-de-rodrigues, não há nenhuma evidência de que o dodô usasse suas asas em combate com outros indivíduos da mesma espécie. Embora alguns ossos tenham sido encontrados com fraturas curadas, tinha músculos peitorais fracos e asas mais reduzidas em comparação com o solitário-de-rodrigues. O dodô pode sim ter usado seu grande bico encurvado em disputas territoriais. Uma vez que Maurício recebe mais chuva e tem menor variação sazonal do que Rodrigues, o que afeta a disponibilidade de recursos nesta ilha, os dodôs teriam menos motivos para evoluir para um comportamento territorial agressivo. O solitário-de-rodrigues foi, portanto, provavelmente o mais agressivo dos dois.

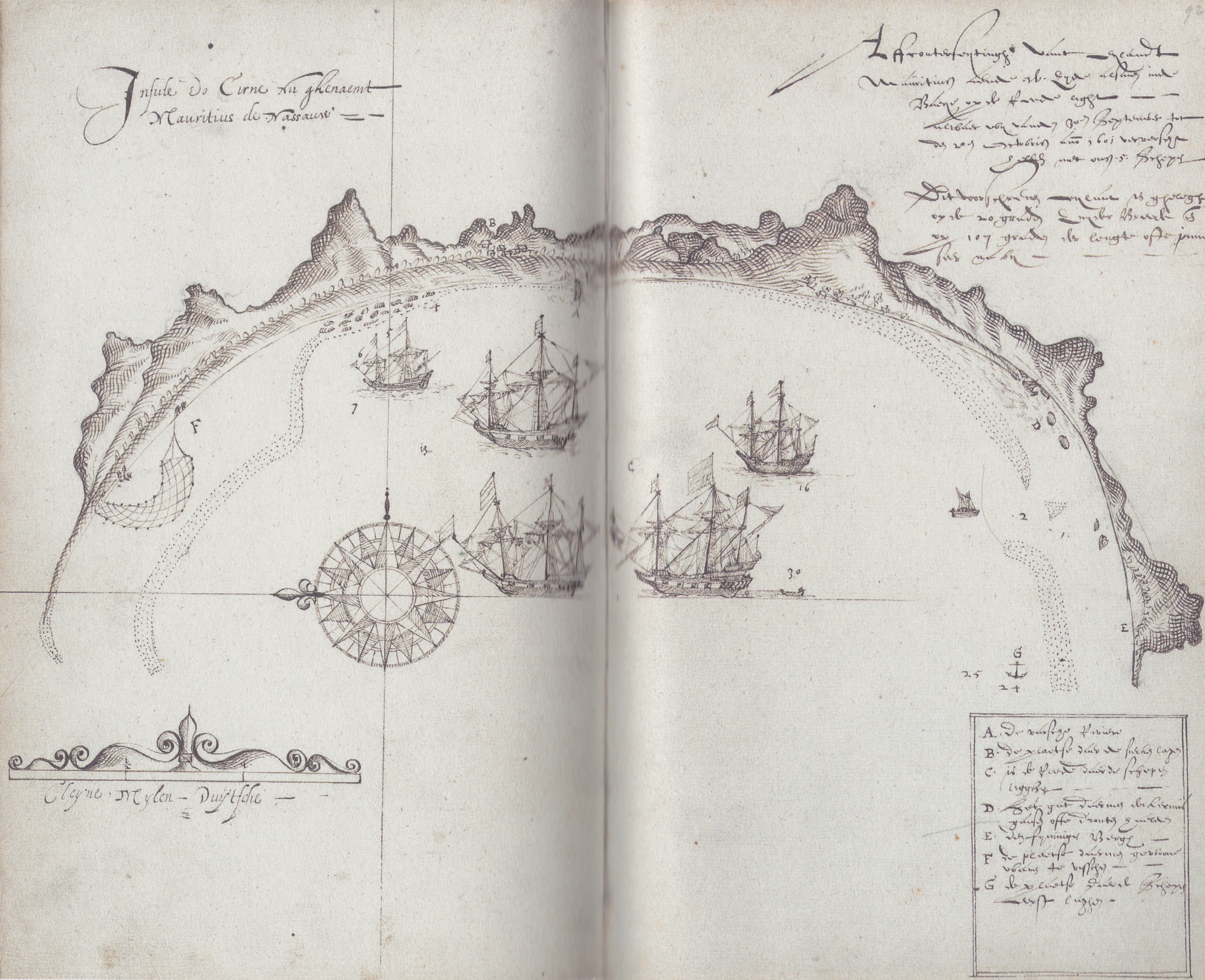
Mapa de 1601 de uma baía em Maurício; um pequeno "D" no lado direito indica o local onde foram encontrados dodôs.

O habitat preferido do dodô é desconhecido, mas as descrições antigas sugerem que habitavam as florestas sobre as áreas costeiras mais secas do sul e oeste da ilha. Esta opinião é corroborada pelo fato de que o pântano Mare aux Songes fica perto do mar no sudeste de Maurício. Tal distribuição limitada na ilha poderia muito bem ter contribuído para a sua extinção. O mapa de 1601 do diário de bordo do navio Gelderland mostra uma pequena ilha ao longo da costa de Maurício, onde dodôs foram capturados. Julian Hume sugeriu esta ilha era a ilha Benitiers, na baía Tamarin, costa oeste de Maurício. Ossos fósseis também foram encontrados dentro de cavernas em regiões mais altas, indicando que o animal poderia habitar as montanhas. O trabalho no pântano Mare aux Songes mostrou que seu habitat era dominada por árvores tambalacoques e do gênero Pandanus, além de palmeiras endêmicas.
Muitas espécies endêmicas de Maurício foram extintas após a chegada dos seres humanos, de modo que o ecossistema da ilha está atualmente muito danificado e difícil de ser reconstruído. Antes da chegada dos colonos, Maurício era inteiramente coberta por florestas, da qual muito pouco resta hoje devido ao desmatamento. A fauna endêmica sobrevivente ainda está seriamente ameaçada. O dodô viveu ao lado de outras aves da ilha Maurício recém-extintas, como a galinhola-vermelha-de-maurício, papagaio-de-bico-largo, papagaio-cinzento-de-maurício, pombo-azul-de-maurício, coruja-de-maurício, Fulica newtonii (uma carqueja), Alopochen mauritiana (um ganso), Anas theodori (um pato), e Nycticorax mauritianus (um socó). Répteis extintos de Maurício incluem as duas espécies de tartarugas-gigantes endêmicas (Cylindraspis inepta e C. triserrata), o lagarto Leiolopisma mauritiana, e a jiboia-da-ilha-round. A Pteropus subniger e o caracol Tropidophora carinata viveram na ilha Maurício e ilha da Reunião, mas desapareceram de ambas as ilhas. Algumas plantas, como a Casearia tinifolia e a Angraecum palmiforme, também se tornaram extintas.

### Dieta

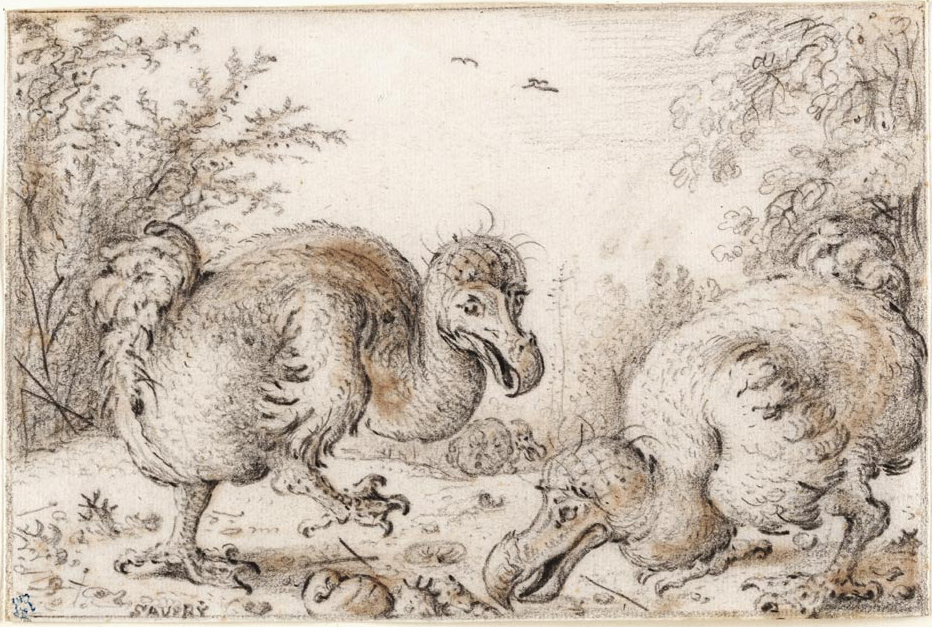
Desenho de três dodôs por Savery, 1626.

Um documento holandês de 1631, redescoberto em 1887 mas agora perdido, é o único relato sobre a dieta do dodô. Ele também menciona que a ave usava seu bico para se defender:
Esses maiores são soberbos e orgulhosos. Mostram-se para nós com caras duras e severas, e bocas escancaradas. De marcha desenvolta e audaz, eles dificilmente movem um pé diante de nós. Sua arma de guerra era a boca, com a qual podem bicar ferozmente; sua alimentação era de frutos; eles não eram muito bem emplumados, mas abundantemente cobertos com gordura. Muitos deles foram trazidos a bordo, para o deleite de todos nós.
Além de frutos caídos, o dodô provavelmente subsistiu com nozes, sementes, bulbos e raízes. Também foi sugerido que o dodô pudesse comer caranguejos e mariscos, como seus parentes pombos coroados. Seus hábitos alimentares devem ter sido versáteis, uma vez que provavelmente foram dadas a espécimes cativos uma grande variedade de comida nas longas viagens pelo mar. Anthonie Oudemans sugeriu que como Maurício tem estações seca e chuvosa bem definidas, o dodô provavelmente engordava comendo frutos maduros no fim da estação chuvosa para sobreviver à estação seca, quando a comida era escassa; relatos contemporâneos descrevem o apetite "ganancioso" da ave. France Staub sugeriu que eles eram alimentados principalmente com frutos de palmeiras, e ele tentou correlacionar o ciclo de engorda do dodô com o regime de frutificação desses vegetais.
Várias fontes da época afirmam que o dodô usava pedras na moela para auxiliar na digestão. O escritor Inglês Sir Hamon L'Estrange testemunhou um exemplar ao vivo em Londres e descreveu-o da seguinte maneira:

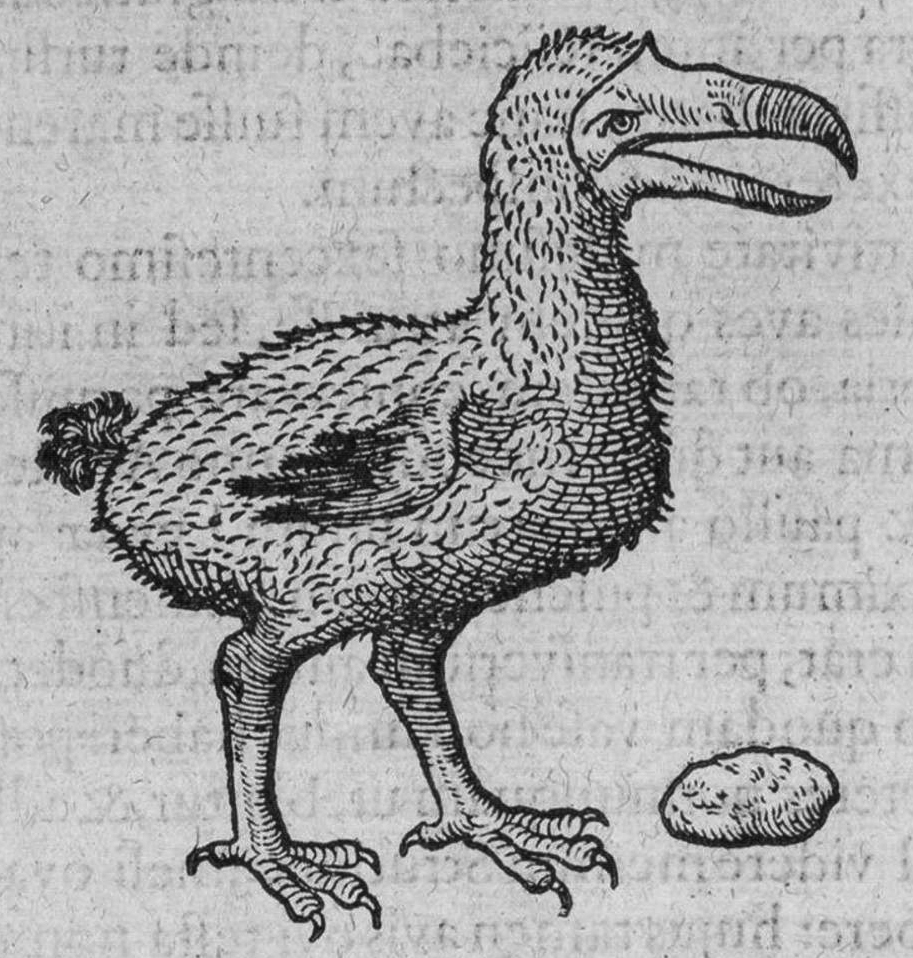
Dodô e seu gastrólito por Carolus Clusius, 1605. Copiado de uma ilustração do diário de bordo de Jacob van Neck.

Em 1638, enquanto eu caminhava pelas ruas de Londres, vi uma imagem de um pássaro de aparência estranha pendurada numa cobertura e eu, em companhia de mais um ou dois, entrei para vê-lo. Era mantido numa câmara, e era uma ave grande, um pouco maior que um peru macho, com pernas e pés parecidos, porém mais grossos e robustos e de forma mais ereta, colorido na parte da frente como o peito de um faisão macho jovem, e na traseira com uma tonalidade amarelo-acinzentada. O tratador o chamava de dodô, e na câmara havia um recipiente com pedras de seixos, as quais deu várias à ave na nossa frente, algumas tão grande como uma noz, e o tratador nos contou que a ave as comia (para ajudar na digestão), e embora eu não lembre se o tratador foi questionado sobre mais detalhes, estou seguro de que depois ela botava tudo pra fora novamente.
Não se sabe como os filhotes eram alimentados, mas os pombos, "primos" dos dodôs, fornecem leite de papo a suas crias. Representações da época mostram a ave com um grande papo, que provavelmente era usado tanto para armazenar o alimento ingerido como para a produção do leite de papo. Especialistas acreditam que o tamanho máximo que os dodôs e solitários-de-rodrigues atingiam era limitado pela quantidade de leite de papo que pudessem produzir para os filhotes durante seu crescimento inicial.
Em 1973, cientistas propuseram que o tambalacoque, também conhecido como árvore-dodô, estava desaparecendo de Maurício, ilha na qual é endêmico. Havia supostamente apenas 13 exemplares restantes, todos com idade estimada em cerca de 300 anos. Stanley Temple formulou a hipótese de que a árvore dependia do dodô para sua propagação, e que suas sementes somente germinavam depois de passar pelo aparelho digestivo da ave. Ele alegou que o tambalacoque estava praticamente co-extinto por causa do desaparecimento do dodô. Porém, Temple não viu relatos da década de 1940 que diziam que sementes da árvore germinaram, embora muito raramente, sem serem submetidas à digestão. Outros contestaram sua hipótese e sugeriram que o declínio da árvore foi exagerado, ou que as sementes também eram disseminadas por outros animais extintos, como as tartarugas Cylindraspis, morcegos-da-fruta ou o papagaio-de-bico-largo. De acordo com Wendy Strahm e Anthony Cheke, dois especialistas na ecologia das ilhas Mascarenhas, a árvore, apesar de rara, germinou desde o desaparecimento do dodô em números de várias centenas, e não 13, como reivindicado por Temple, portanto, desacreditam da visão dele quando afirma que o dodô era um único responsável pela sobrevivência da árvore.
O ornitólogo brasileiro Carlos Yamashita sugeriu em 1997 que o papagaio-de-bico-largo pode ter dependido de dodôs e de tartarugas Cylindraspis para comer frutos de palmeiras e excretar as suas sementes, para então virar alimento para os papagaios. Araras do gênero Anodorhynchus necessitavam da mesma forma da agora extinta megafauna sul-americana, mas agora dependem de gado domesticado para este serviço.

### Reprodução
Como era uma ave terrestre e incapaz de voar, e por não haver mamíferos predadores nem outros tipos de inimigos naturais em Maurício, o dodô provavelmente construía seus ninhos sobre o solo. O relato de François Cauche, em 1651, é a única descrição do ovo e do som emitido pelo animal:
Tenho visto em Maurício aves maiores que um cisne, sem penas no corpo, o qual é coberto por uma penugem preta; a parte posterior é redonda, o traseiro adornado com penas encaracoladas em quantidade proporcional à idade do pássaro. No lugar das asas eles têm penas como estas últimas, pretas e curvas, sem tramas. Eles não têm línguas, o bico é grande, curvando-se um pouco para baixo; suas pernas são longas, escamosas, com apenas três dedos em cada pé. Tem um grito parecido com o de um ganso, e em hipótese alguma são tão saborosos para comer como os flamingos e patos dos quais falamos há pouco. Eles põe apenas um ovo, que é branco e do tamanho de um rolo de moedas, ao lado do qual colocam uma pedra branca do tamanho de um ovo de galinha. Eles assentam-se sobre a grama que coletaram, e fazem seus ninhos nas florestas; se alguém mata um filhote, uma pedra cinzenta é encontrada na moela. Chamamos-lhes de Ave de Nazaré. A gordura é excelente para relaxar músculos e nervos.

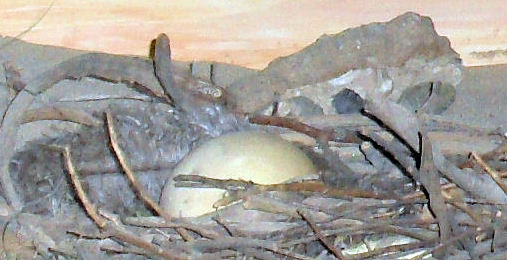
Réplicas de um suposto ovo e do ninho de dodô no East London Museum, África do Sul.

O relato de Cauche é problemático, uma vez que também menciona que a ave que ele descrevia tinha três dedos no pé e não tinha língua, ao contrário do dodô. Isso levou alguns cientistas a acreditar que Cauche estava descrevendo uma nova espécie de dodô (Didus nazarenus). A descrição foi provavelmente misturada com a de um casuar, e as narrações de Cauche tem outras inconsistências. Uma menção de um "jovem avestruz" levado a bordo de um navio em 1617 é a única outra referência a um possível dodô jovem. Um ovo, que se alega ser de dodô, está armazenado no museu de East London, na África do Sul. Foi doado por Marjorie Courtenay-Latimer, cuja tia-avó tinha recebido de um capitão que alegou tê-lo encontrado em um pântano em Maurício. Em 2010, o curador do museu propôs o uso de estudos genéticos para determinar a sua autenticidade. O material pode, no entanto, tratar-se de um ovo aberrante de avestruz.
Devido à provável ninhada de um único ovo e ao grande tamanho da ave, foi proposto que o dodô era do tipo K-selecionado, ou seja, ele produzia um baixo número de descendentes altriciais, o que exigia cuidados dos pais até que os filhotes se desenvolvessem. Algumas evidências, incluindo o tamanho grande e o fato de que aves tropicais e frugívoras têm taxas de crescimento mais lentas, indicam que a ave pode ter tido um período de desenvolvimento prolongado. O fato de nenhum dodô jovem ter sido encontrado no pântano Mare aux Songes, onde a maioria dos restos de dodô foram escavados, pode indicar que a ave produzia pouca prole, que amadurecia rapidamente, que as áreas de reprodução eram longe do pântano, ou que o risco de atolamento era sazonal.

## Relação com humanos

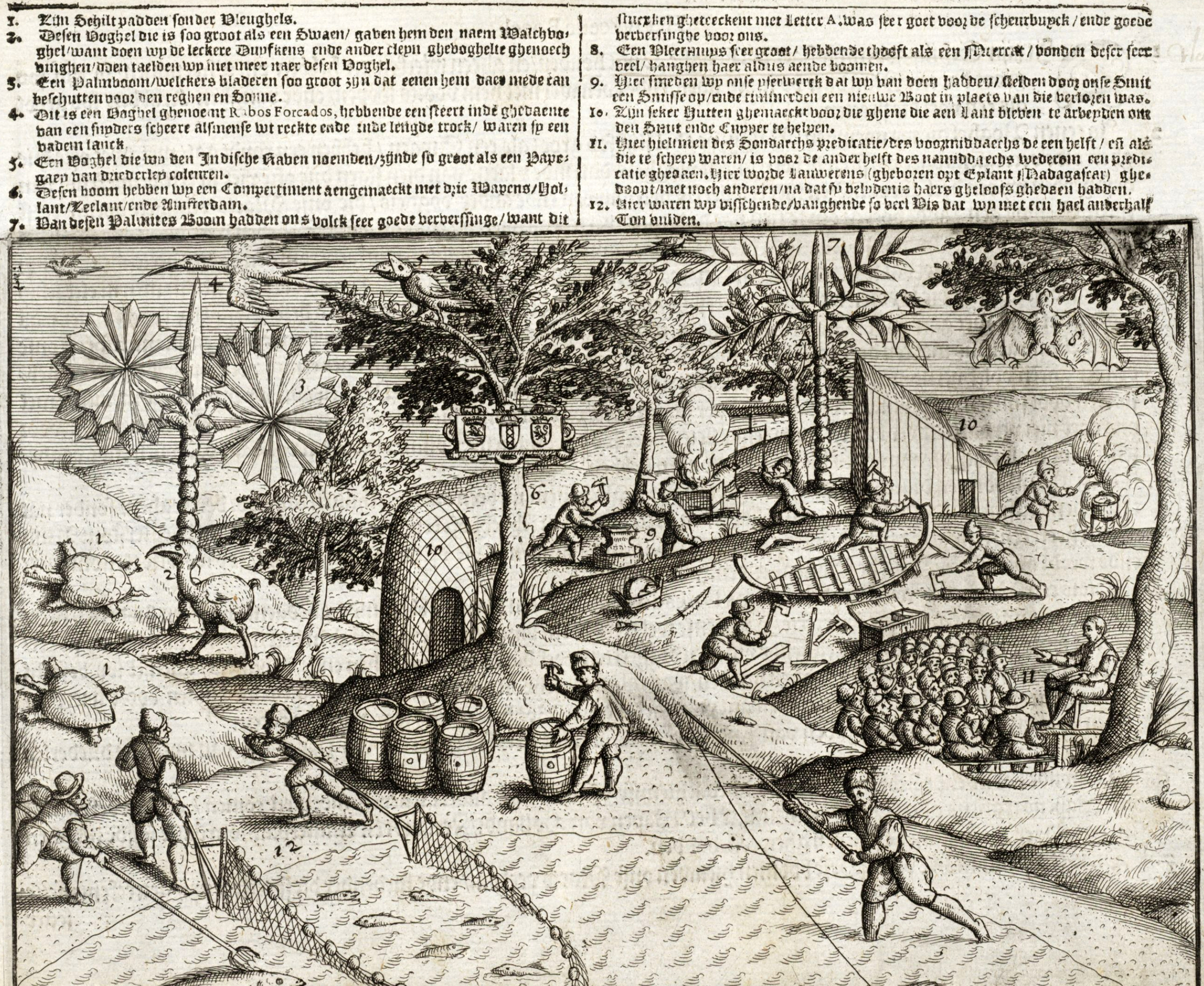
Atividades holandesas na costa de Maurício (1601). No item 2 está a primeira descrição de um dodô.

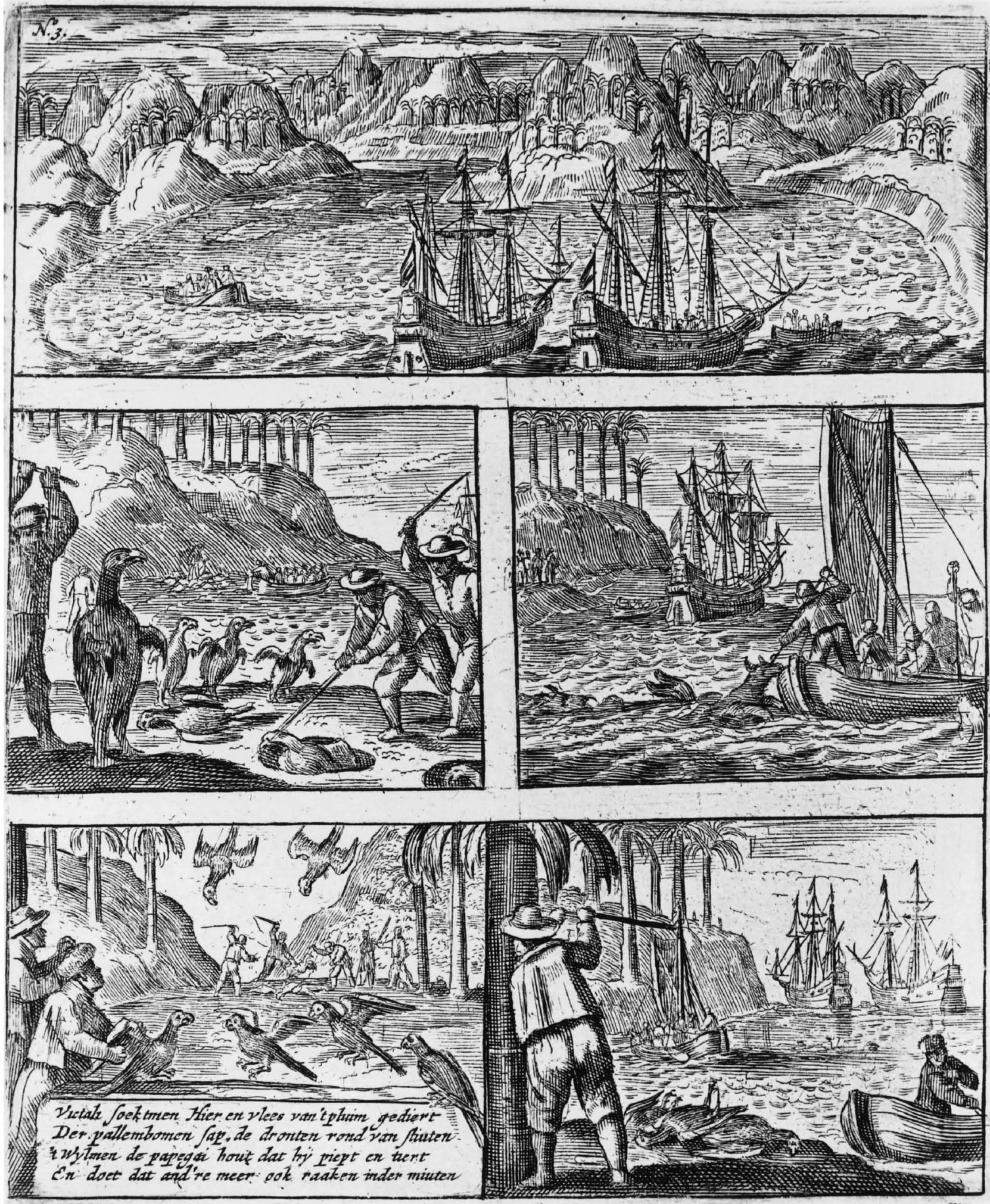
Matança de dodôs (centro esquerdo, erroneamente retratados como pinguins) e outros animais de Maurício agora extintos.

Maurício já havia sido visitado por embarcações árabes na Idade Média e navios portugueses entre 1507 e 1513, mas não foi colonizado por nenhum dos dois. Não há registros conhecidos de dodôs por estes visitantes, embora o nome português para Maurício, ilha do Cerné (cisne), pode ter sido uma referência aos dodôs. O Império Holandês adquiriu Maurício em 1598, renomeando-o em homenagem a Maurício de Nassau, e daí em diante a ilha foi utilizada para o abastecimento de navios mercantes da Companhia Holandesa das Índias Orientais. Os relatos mais antigos conhecidos do dodô foram fornecidos por viajantes holandeses durante a Segunda Expedição Holandesa à Indonésia, liderada pelo almirante Jacob van Neck em 1598. O animal aparece em documentos divulgados em 1601, que também contêm a mais antiga ilustração publicada da ave. Uma vez que os marinheiros que chegavam em Maurício estavam no mar por um longo tempo, seu interesse por estas aves de grande porte era principalmente culinário. O diário de bordo escrito por Willem Van West-Zanen do navio Bruin-Vis, publicado em 1602, menciona que 24 a 25 dodôs foram caçados para servir de alimento, os quais eram tão grandes que dois dificilmente poderiam ser consumidos na hora de uma das refeições, sendo seus restos preservados por salga. Foi feita uma ilustração para a versão publicada em 1648 desta diário. A imagem mostra a morte de dodôs, um dugongo, e, possivelmente, um papagaio-cinzento-de-maurício; a legenda era um poema em holandês que mencionava que os marinheiros caçavam e comiam dodôs.
Alguns dos primeiros viajantes acharam o sabor da carne do dodô desagradável, e preferiram comer papagaios e pombos, já outros a descreveram como dura, mas boa. Alguns dodôs foram caçados apenas pela sua moela, considerada a parte mais deliciosa da ave. Eles eram fáceis de pegar, mas os caçadores tinham que ter cuidado para não serem mordidos por seus bicos robustos.
A semelhança do dodô com a galinhola-vermelha-das-maurícias (também já extinta) levou Peter Mundy a especular, 230 anos antes da teoria da evolução de Charles Darwin:
Duas dessas espécies de aves que mencionei, pelo que sabemos, não podem ser encontradas fora dessa ilha, a qual se encontra a 100 léguas de St. Lawrence. Uma questão pode ser levantada, porque elas estão justamente aqui e não em outro lugar, estando tão longe de outra terra e sem saber voar ou nadar; até que ponto uma mistura de espécies produz formas estranhas e monstruosas, ou a natureza do clima, antiguidade e o mundo alterando as primeiras formas durante um longo tempo, ou como.

### Dodôs exportados
O dodô foi considerado interessante o suficiente para que exemplares vivos fossem levados para a Europa e para o Oriente. O número exato de dodôs transportados nos navios e que atingiram seus destinos vivos é incerto. Também não se sabe como suas representações da época estão relacionadas com os poucos restos não-fósseis que ainda existem em museus europeus. Baseando-se na combinação de antigos relatos, pinturas e espécimes, Julian Hume estimou que pelo menos onze dodôs transportados chegaram vivos a seus destinos.

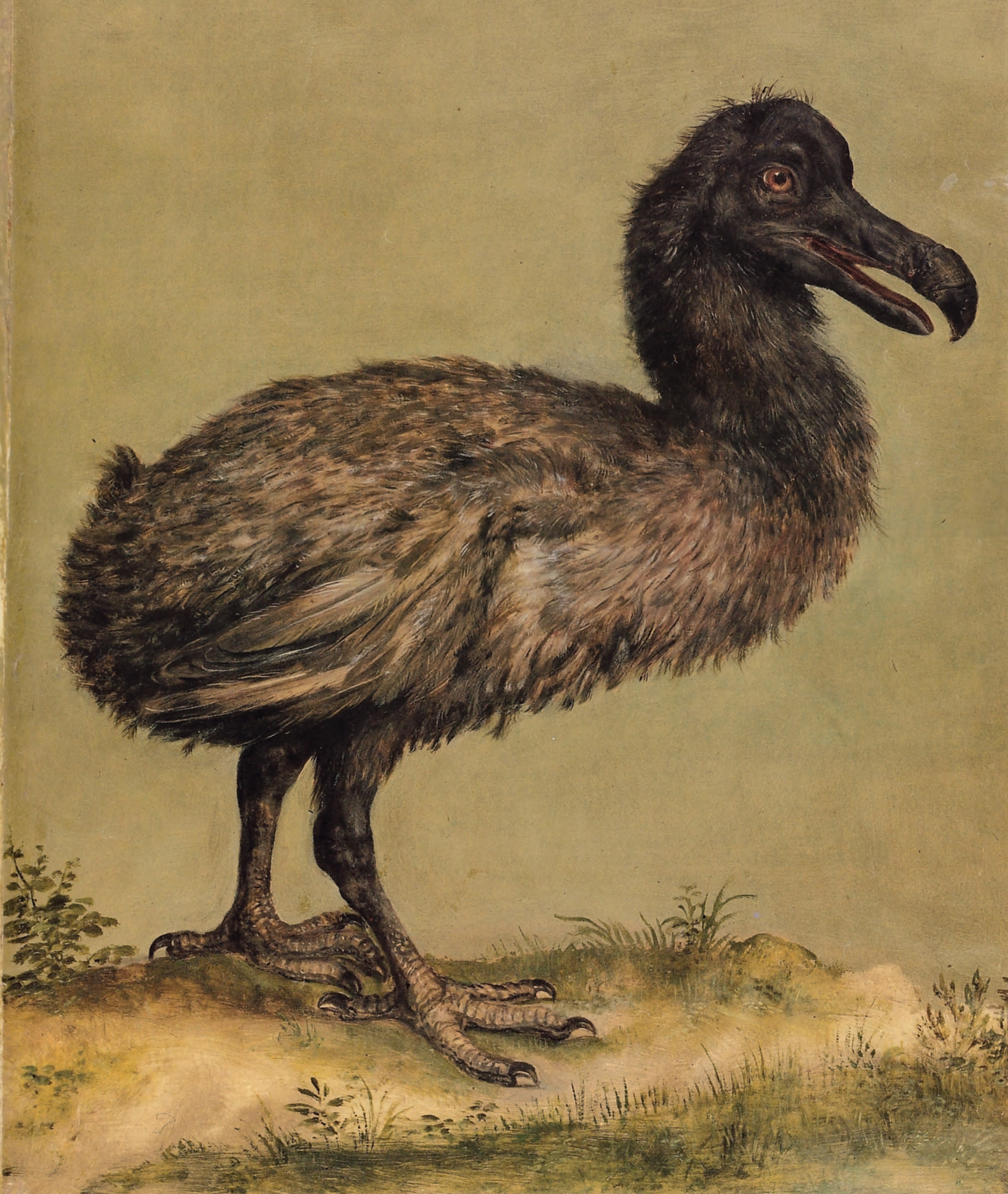
Pintura de um dodô da coleção do imperador Rodolfo II em Praga (Hoefnagel, c. 1610).

A descrição de Hamon L'Estrange de um dodô que ele viu em Londres, em 1638, é o único relato que menciona especificamente um espécime vivo na Europa. Em 1626, Adriaen van de Venne desenhou um dodô que ele alegou ter visto em Amsterdã, mas não mencionou se estava vivo, e sua representação é uma reminiscência do dodô de Edwards de Savery. Dois espécimes vivos foram vistos por Peter Mundy em Surat, Índia, entre 1628 e 1634, um dos quais pode ter sido o indivíduo pintado por Ustad Mansur em torno de 1625. Em 1628, Emmanuel Altham visitou a ilha Maurício e enviou uma carta ao seu irmão na Inglaterra:
Amado irmão, recebemos ordens para ir para uma ilha chamada Maurício, que encontra-se a 20 graus de latitude sul, onde chegamos em 28 de maio; esta ilha tem muitas cabras, porcos e vacas, e aves muito estranhas, chamadas de dodôs, que são muito raras, em todo o mundo só são encontradas aqui, eu enviei uma através do senhor Perce, que chegou com o navio William nesta ilha em 10 de junho. [Na margem da carta] Do senhor Perce você deve receber gengibre para a minha irmã, algumas pérolas para meus primos e suas filhas, e um pássaro chamado dodô, se tiver vivo.
Não se sabe se esse dodô sobreviveu à longa viagem, e a carta foi destruída pelo fogo no século XIX. A imagem mais antiga conhecida de um espécime de dodô na Europa data de cerca de 1610 numa coleção de pinturas que retratavam os animais do zoológico real do imperador Rodolfo II, em Praga. Esta coleção inclui também pinturas de outros animais de Maurício, incluindo a galinhola-vermelha-de-maurício. O dodô, que pode ter sido um filhote, parece ter sido seco ou embalsamado, e provavelmente viveu no jardim zoológico do imperador por um tempo junto com os outros animais. Os dodôs inteiros empalhados que existiam na Europa naquela época indicam que eles tinham sido trazidos vivos e morreram em solo europeu; é improvável que taxidermistas estavam a bordo dos navios que visitaram Maurício, e o formol ainda não era usado para preservar espécimes biológicos. A maioria dos exemplares tropicais foram preservados como cabeças e pés secos.
Um dodô teria sido enviado à cidade de Nagasaki, no Japão, em 1647, mas por muito tempo não se soube se ele realmente chegou a seu destino. Documentos da época publicados em 2014 confirmam a história e mostram que o animal chegou com vida. Foi levado como um presente, e, apesar de sua raridade, foi considerado de valor igual a um veado branco e uma pedra bezoar. É o último registro de um dodô vivo em cativeiro.

### Extinção

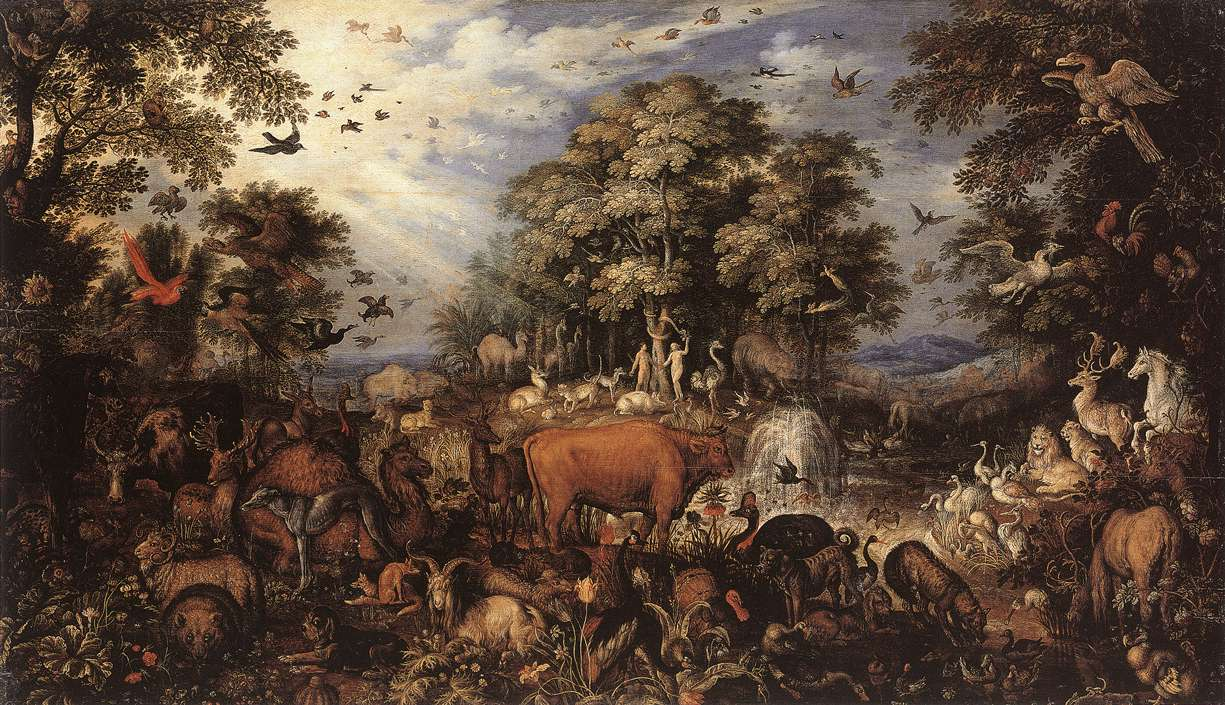
"O Paraíso" de Savery (1626) mostra um dodô no canto inferior direito

Como muitos animais que evoluíram isolados e sem predadores significativos, o dodô não tinha medo de seres humanos. Este destemor e sua incapacidade de voar tornava-o presa fácil para os marinheiros. Embora alguns relatos dispersos descrevessem matanças em massa de dodôs para provisões de bordo, as investigações arqueológicas fornecem escassas evidências de predação humana. Ossos de pelo menos dois dodôs foram encontrados em cavernas de Baie du Cap, local que servia de refúgio para condenados e escravos fugitivos no século XVII e que não teria sido facilmente acessível para os dodôs por causa do terreno alto e acidentado. A população humana em Maurício (que tem uma área de 1 860 km2) nunca excedeu 50 pessoas no século XVII, mas esses primeiros colonos introduziram outros animais, incluindo cães, porcos, gatos, ratos e macacos-do-mato, que saqueavam ninhos de dodô e competiram pelas limitadas fontes de alimento. Ao mesmo tempo, os humanos destruíram florestas que eram o habitat da ave. O impacto destes animais introduzidos, especialmente os porcos e macacos, sobre a população de dodôs é atualmente considerado mais grave do que a caça. Os ratos não foram, talvez, uma ameaça muito grande aos ninhos, uma vez que os dodôs estavam acostumados a lidar com os caranguejos terrestres locais.
Foi sugerido que o dodô já era raro ou ocupava uma área bastante restrita antes da chegada dos seres humanos em Maurício, uma vez que teria sido improvável que tivesse se extinguido tão rapidamente se ocupasse todas as partes remotas da ilha. Uma expedição em 2005 encontrou restos fósseis de dodôs e outros animais mortos por uma enchente. Tais mortes em massa teria prejudicado ainda mais uma espécie já em perigo de extinção.
Há algumas controvérsias envolvendo a data da extinção. O último registro amplamente aceito de um avistamento de dodô é o relato feito em 1662 pelo marinheiro náufrago Volkert Evertsz do navio holandês Arnhem, que descreveu aves capturadas em uma pequena ilhota de Maurício (atualmente acredita-se que seja a ilha Âmbar):
Estes animais, quando nos aproximamos deles, fixaram-nos o olhar e permaneceram imóveis no local, sem saber se tinham asas para voar ou pernas para fugir, e permitindo-nos aproximar tão perto quanto quiséssemos. Entre essas aves estavam aquelas que na Índia são chamadas de Dod-aersen (sendo uma espécie de ganso grande); estas aves são incapazes de voar, e em vez de asas, elas têm apenas alguns pequenos "pinos", mas podem correr muito rapidamente. Conseguimos agrupa-las num só lugar, de tal maneira que foi possível pegá-las com as mãos, e quando agarramos uma pela perna, ela fez um grande barulho, e as outras todas de repente vieram correndo o mais rápido que podiam para tentar socorre-la, e por causa disso foram capturadas e feitas prisioneiras também.

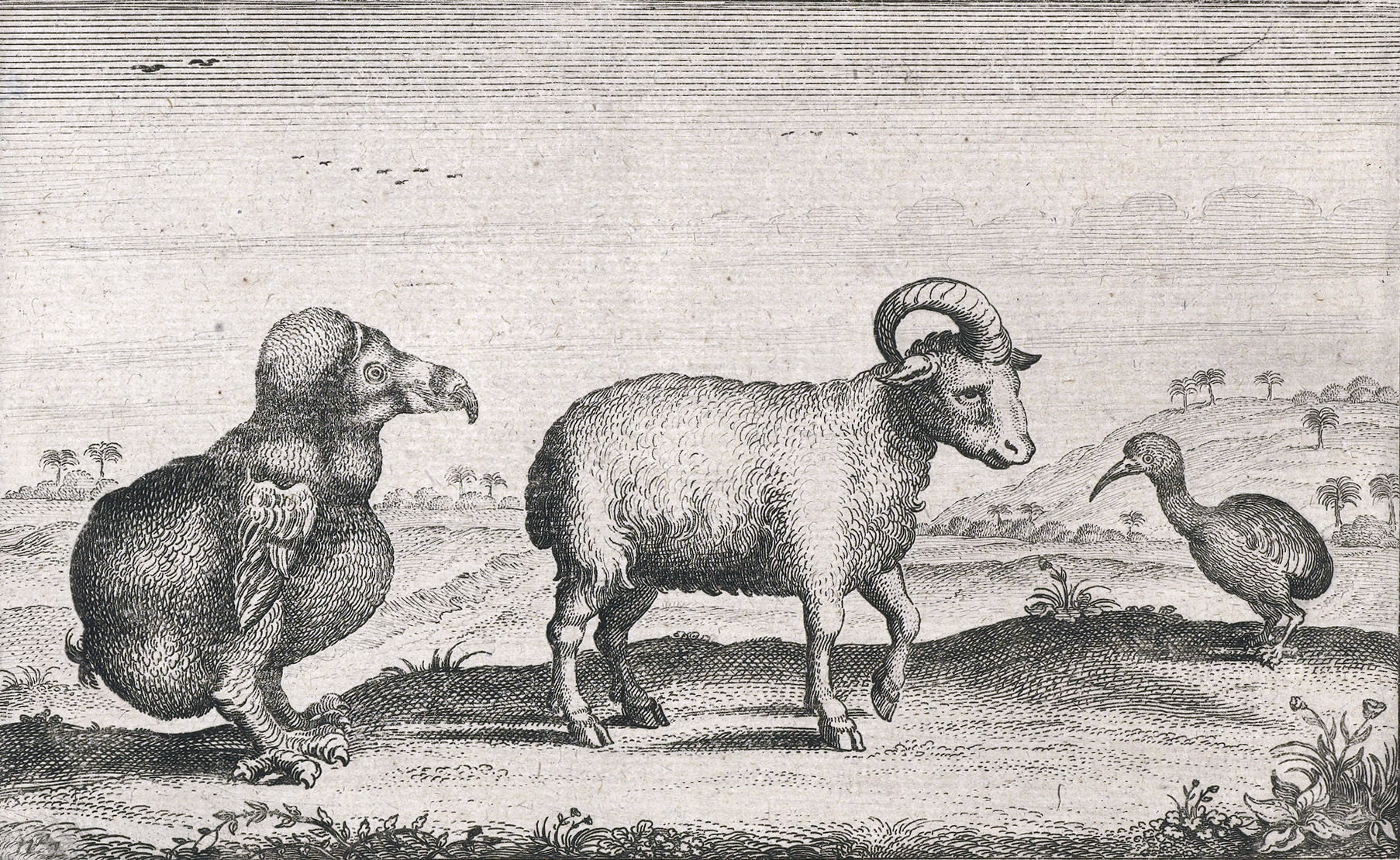
Desenho da Pieter van den Broecke de um dodô, uma ovelha de um chifre, e uma galinhola-vermelha (1617).

Os dodôs nesta ilhota não foram, necessariamente, os últimos membros da espécie. O último avistamento reivindicado de um dodô foi relatado nos registros de caça de Isaac Johannes Lamotius em 1688. A análise estatística desses registros feita por Roberts e Solow dá uma nova data de extinção estimada de 1693, com um intervalo de confiança de 95% de 1688 a 1715. Os autores também assinalaram que, devido a última observação antes de 1662 ter sido a de 1638, o dodô provavelmente já era bastante raro na década de 1660, e, portanto, um relato controverso datado de 1674 feito por um escravo fugido não pode ser posto de lado.
Anthony Cheke apontou que algumas descrições pós 1662 usam os nomes "Dodo" e "Dodaers" quando se referem à galinhola-vermelha-de-maurício, indicando que os termos haviam sido transferidos para essa outra ave após o desaparecimento do próprio dodô. Cheke, portanto, aponta a descrição de 1662 como a última observação credível. Um relato de 1668 feito pelo viajante inglês John Marshall, que usou os nomes "Dodo" e "galinha vermelha" alternadamente para a galinhola-vermelha, mencionou que a carne era "dura", o que ecoa a descrição da carne no relato de 1681. Até mesmo a menção de 1662 tem sido questionada por Errol Fuller, pois a vocalização em situação de perigo coincide com a que foi descrita para a galinhola-vermelha. Até essa explicação ser proposta, acreditava-se que uma descrição de "dodôs" de 1681 era o último relato da espécie. Ainda assim, essa data ainda tem defensores. Manuscritos holandeses recentemente acessíveis indicam que nenhum dodô foi visto por colonos entre 1664 e 1674. Em 2020, Cheke e o pesquisador britânico Jolyon C. Parish sugeriram que todas as menções de dodôs depois de meados do século XVII se referiam a galinholas-vermelhas, e que o dodô havia desaparecido devido à predação por porcos selvagens durante um hiato na colonização das ilhas Maurício (1658–1664). A extinção do dodô, portanto, não foi percebida no momento em que aconteceu, uma vez que os novos colonos não tinham visto dodôs reais, mas, como esperavam ver aves que não voavam, se referiram às galinholas-vermelhas com esse nome. Como as galinholas provavelmente tinham ninhadas maiores do que os dodôs, seus ovos podiam ser incubados mais rápidos e seus ninhos talvez estivessem escondidos, elas provavelmente se reproduziam com mais eficiência e eram menos vulneráveis aos porcos.
É improvável que este problema seja resolvido algum dia, a menos que relatórios antigos citando o nome da ave ao lado de um descrição física da mesma sejam redescobertos. A Lista Vermelha da União Internacional para a Conservação da Natureza e dos Recursos Naturais aceita a justificativa de Cheke para escolher a data de 1662, acreditando que todos os avistamentos subsequentes se referem a galinholas-vermelhas. Em qualquer caso, o dodô foi provavelmente extinto em 1700, cerca de um século depois de sua descoberta em 1598. Os holandeses deixaram Maurício em 1710, mas até essa data o dodô e a maioria dos grandes vertebrados terrestres da ilha já haviam se tornado extintos.
Ainda que a raridade do dodô já tivesse sido relatada no século XVII, sua extinção não foi reconhecida até o século XIX. Isto aconteceu em parte porque, por motivos religiosos, não se acreditava que a extinção fosse possível até ser provada mais tarde por Georges Cuvier, e em parte porque vários cientistas duvidavam de que o dodô realmente tivesse existido. Parecia uma criatura estranha por demais, e muitos achavam que não passava de um mito. A ave foi usada pela primeira vez como um exemplo de extinção provocada pelo homem na Penny Magazine em 1833.

## Restos físicos

### Espécimes do século XVII

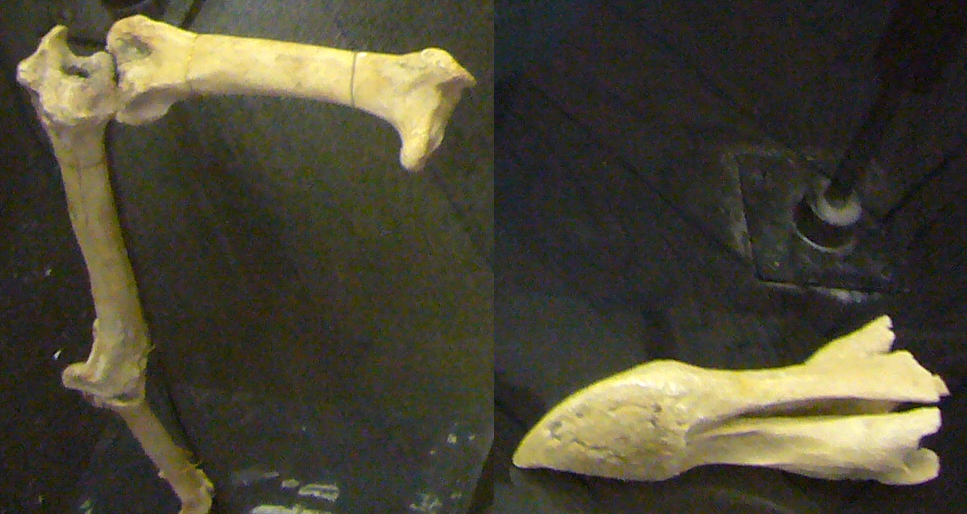
Fragmentos de perna e crânio no Museu Nacional de Praga

Os únicos vestígios de dodôs levados para a Europa no século XVII são: uma cabeça e um pé, ambos secos, do Museu de História Natural da Universidade de Oxford; um pé que estava guardado no Museu Britânico, mas que foi perdido; um crânio do Museu Zoológico da Universidade de Copenhague; e um maxilar superior e ossos da perna no Museu Nacional de Praga. Os dois últimos foram redescobertos e identificados como restos de dodô em meados do século XIX. Vários dodôs empalhados foram também mencionados em antigos inventários de museus, mas não se sabe de nenhum que tenha resistido até os dias atuais. Além desses restos, um pé seco, que pertenceu ao professor holandês Pieter Pauw, foi mencionado por Carolus Clusius em 1605. Sua origem é desconhecida, e agora está perdido, mas pode ter sido coletado durante a viagem de van Neck.

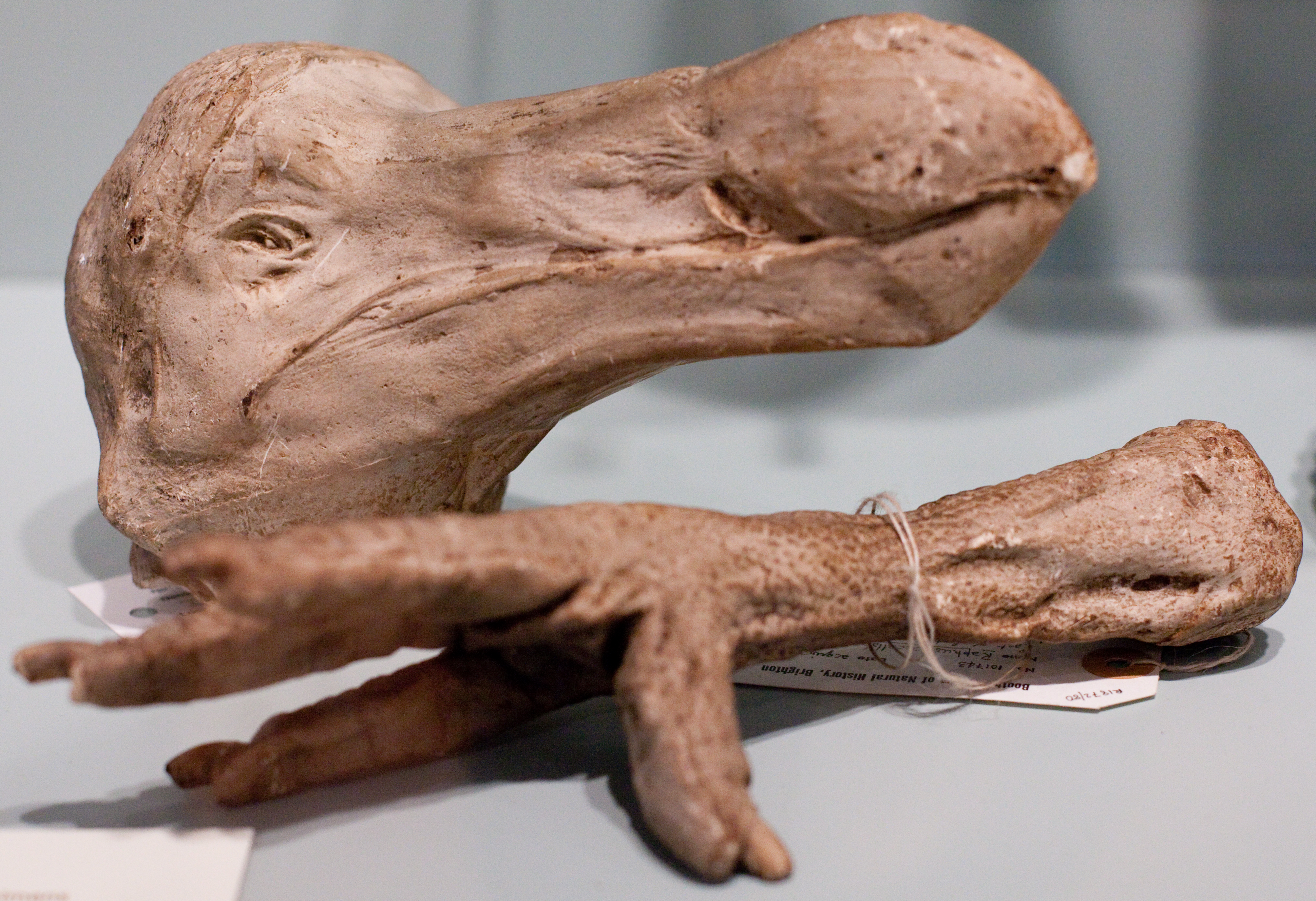
Moldes de gesso da cabeça aos pés e feita quando eles ainda estavam intactos, preservados no Museu de História Natural de Booth

As únicas amostras de tecido mole que persistiram ao tempo, a cabeça (espécime OUM 11605) e o pé de Oxford, pertenceram ao último dodô empalhado que se tem notícia. Esse exemplar foi mencionado pela primeira vez como parte da coleção de Tradescant em 1656, sendo transferido três anos mais tarde, em 1659, para o Ashmolean Museum. Acredita-se que podem ser os restos da ave que Hamon L'Estrange viu em Londres. Muitas fontes afirmam que o museu queimou o dodô empalhado por volta de 1755 por causa da grave deterioração da peça, salvando apenas a cabeça e uma perna. O estatuto 8 do museu diz "que como qualquer coisa envelhece e perece, o mantenedor pode removê-lo em um dos armários ou outro repositório. E alguns outros serem substituídos". Hoje acredita-se que a simples destruição deliberada da amostra é um mito; ela foi, na verdade, removida do local de exposição para preservar o que lhe restou. Este tecido mole de dodô foi ainda mais degradado depois; a cabeça teve a pele separada do crânio em duas metades na dissecação feita por Strickland e Melville. O pé está em estado esquelético, com apenas pedaços de pele e tendões. Muito poucas penas permanecem na cabeça. Provavelmente era uma fêmea, já que o pé é 11% menor e mais delicado que o do espécime de Londres, e parece ser um indivíduo já totalmente crescido.
O pé seco de Londres, mencionado pela primeira vez em 1665, e transferido para o Museu Britânico no século XVIII, foi exibido ao lado da pintura de dodô feita Edwards de Savery até a década de 1840. Também foi dissecado por Strickland e Melville. Não foi colocado numa postura ereta, o que sugere que foi separado de uma amostra fresca, e não de uma montada. Em 1896, foi mencionado como estando sem seus integumentos, e acredita-se que só os ossos permanecem até hoje, apesar de seu paradeiro atual ser desconhecido.

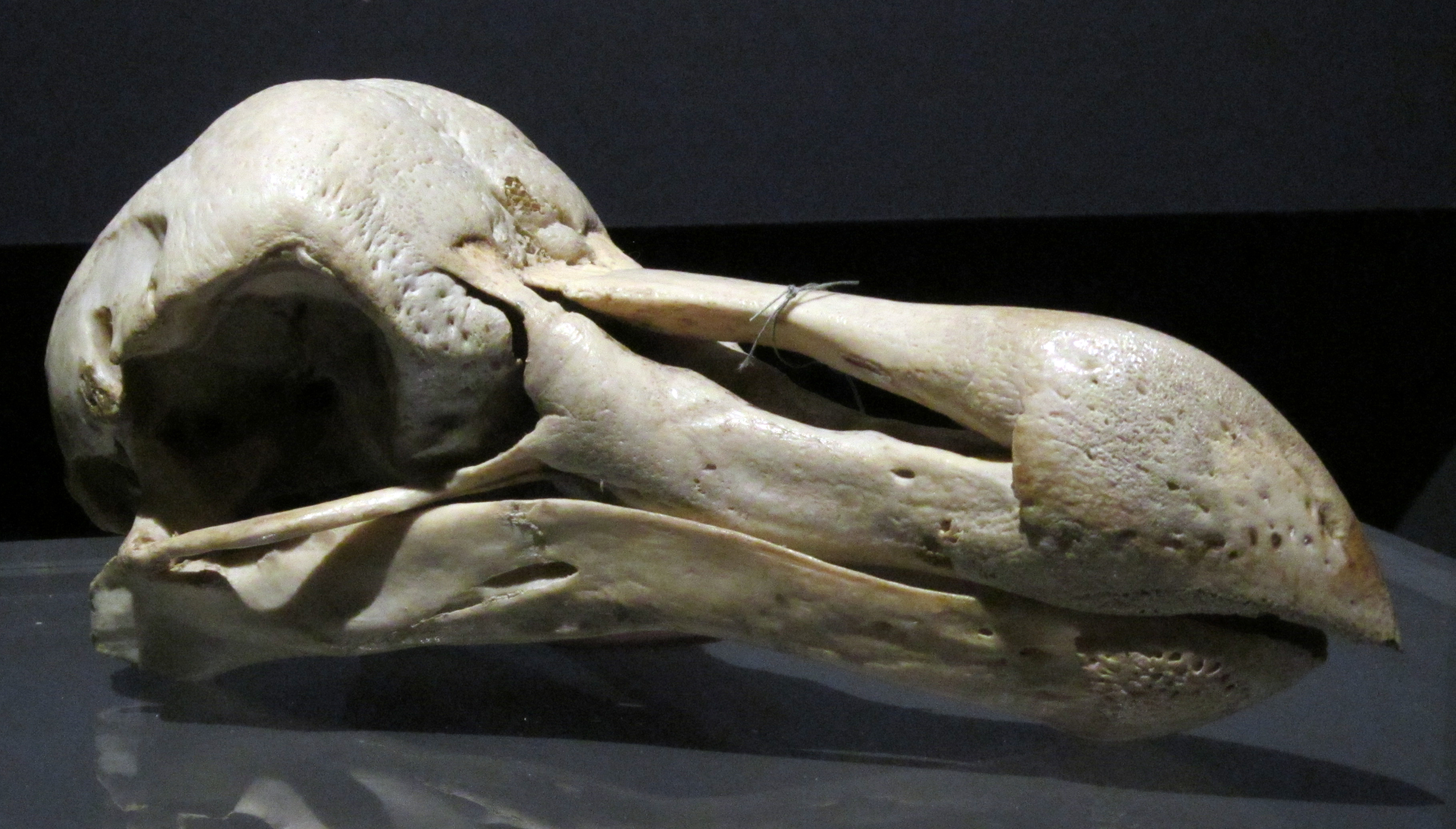
Crânio do Museu Zoológico de Copenhagen

O crânio de Copenhagen (espécime ZMUC 90-806) é conhecido por ter sido parte da coleção de Bernardus Paludanus em Enkhuizen até 1651, quando foi transferido para o museu no castelo de Gottorf, em Schleswig. Depois que o castelo foi ocupado por tropas dinamarquesas em 1702, o acervo do museu foi assimilado na coleção real dinamarquesa. O crânio foi redescoberto por J. T. Reinhardt em 1840. Com base nessa história, pode ser o resquício mais antigo já conhecido da sobrevivência de um dodô trazido para a Europa no século XVII. É 13 milímetros mais curto que o crânio de Oxford, e pode ter pertencido a uma fêmea. Ele foi mumificado, mas a pele pereceu.
A parte da frente de um crânio (espécime NMP P6V-004389) e alguns ossos da perna no Museu Nacional de Praga foram encontrados em 1850, entre os restos do Museu Böhmisches. Pode ser o que restou de um dos dodôs empalhados que viviam no zoológico do imperador Rodolfo II, possivelmente, o espécime pintado lá por Hoefnagel ou Savery.

### Espécimes fósseis

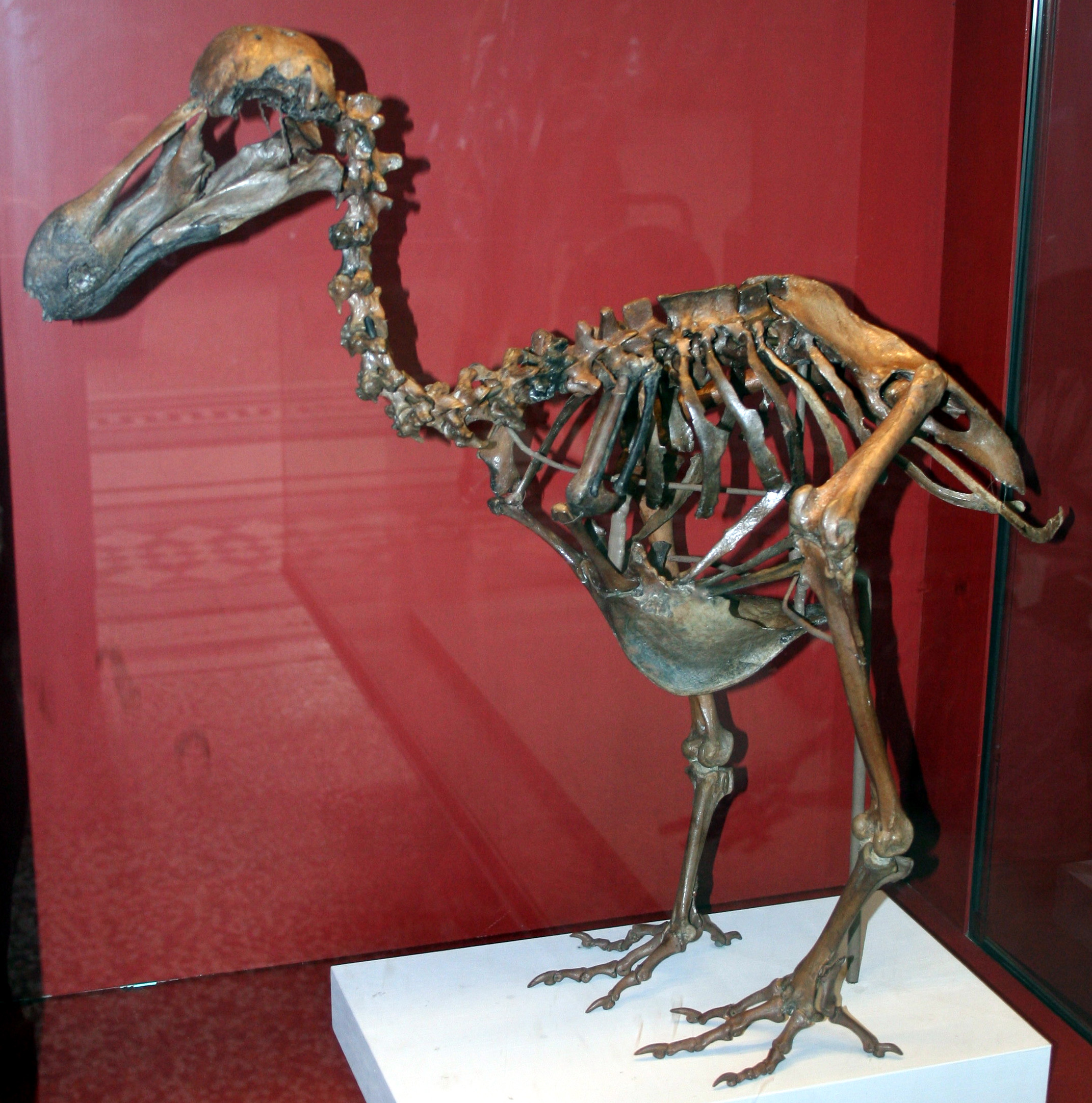
Esqueleto montado por Richard Owen a partir de ossos encontrados no Mare aux Songes, Museu de História Natural de Londres.

Por muito tempo, os únicos restos de dodô conhecidos foram os quatro exemplares incompletos do século XVII. Até que em 1860 o botânico inglês Philip Burnard Ayres encontrou os primeiros ossos fósseis, posteriormente enviados para Richard Owen no Museu Britânico, que não publicou os achados. Três anos depois, em 1863, Owen pediu ao bispo Vincent Ryan para divulgar na ilha que ele deveria ser informado caso algum osso de dodô fosse descoberto. Em 1865, George Clark, um professor da pequena cidade de Mahébourg, finalmente encontrou fósseis de dodô em grande quantidade. O material estava no pântano Mare aux Songes, no sul da ilha Maurício, e o achado foi fruto de uma pesquisa de 30 anos inspirada na monografia de Strickland e Melville. No ano seguinte, Clark explicou na Ibis, uma revista científica de ornitologia, como obteve sucesso em sua busca: ele orientou seus coolies a caminhar no meio do pântano, para sentir os ossos com os pés. No início encontraram poucos ossos, até que removeram a vegetação que cobria a camada mais profunda do pântano, e então encontraram muitos fósseis. Do local foram retirados restos de mais de 300 dodôs, mas muito poucos crânios e ossos das asas, possivelmente porque as partes superiores das aves foram "varridas" pela água, enquanto a porção inferior do corpo estava presa. Um cenário semelhante a muitos achados de restos de moas em pântanos da Nova Zelândia. A maioria dos ossos de dodô retirados do Mare aux Songes tem uma coloração marrom médio a escuro.
Os relatos de Clark sobre as descobertas reacenderam o interesse pela ave. Tanto Richard Owen como Alfred Newton queriam ser o primeiro a descrever a anatomia pós-craniana do dodô, e Owen comprou um carregamento de ossos originalmente destinada a Newton, o que gerou rivalidade entre os dois. Owen descreveu os ossos na obra Memoir on the Dodo, em outubro de 1866, mas errou ao basear sua reconstrução na pintura Edwards' Dodo feita por Savery, fazendo com que a ave parecesse muito atarracada e obesa. Em 1869 ele recebeu mais ossos e corrigiu sua representação, deixando-a mais ereta. Newton, por sua vez, direcionou seu foco para o solitário-de-reunião. Os ossos restantes, que não foram vendidos nem para Owen nem para Newton, foram leiloados ou doados a museus. Em 1889, Theodor Sauzier foi contratado para explorar as "lembranças históricas" da ilha Maurício e encontrar mais restos de dodô no Mare aux Songes. Não só alcançou esses objetivos como também encontrou resquícios de outras espécies extintas.

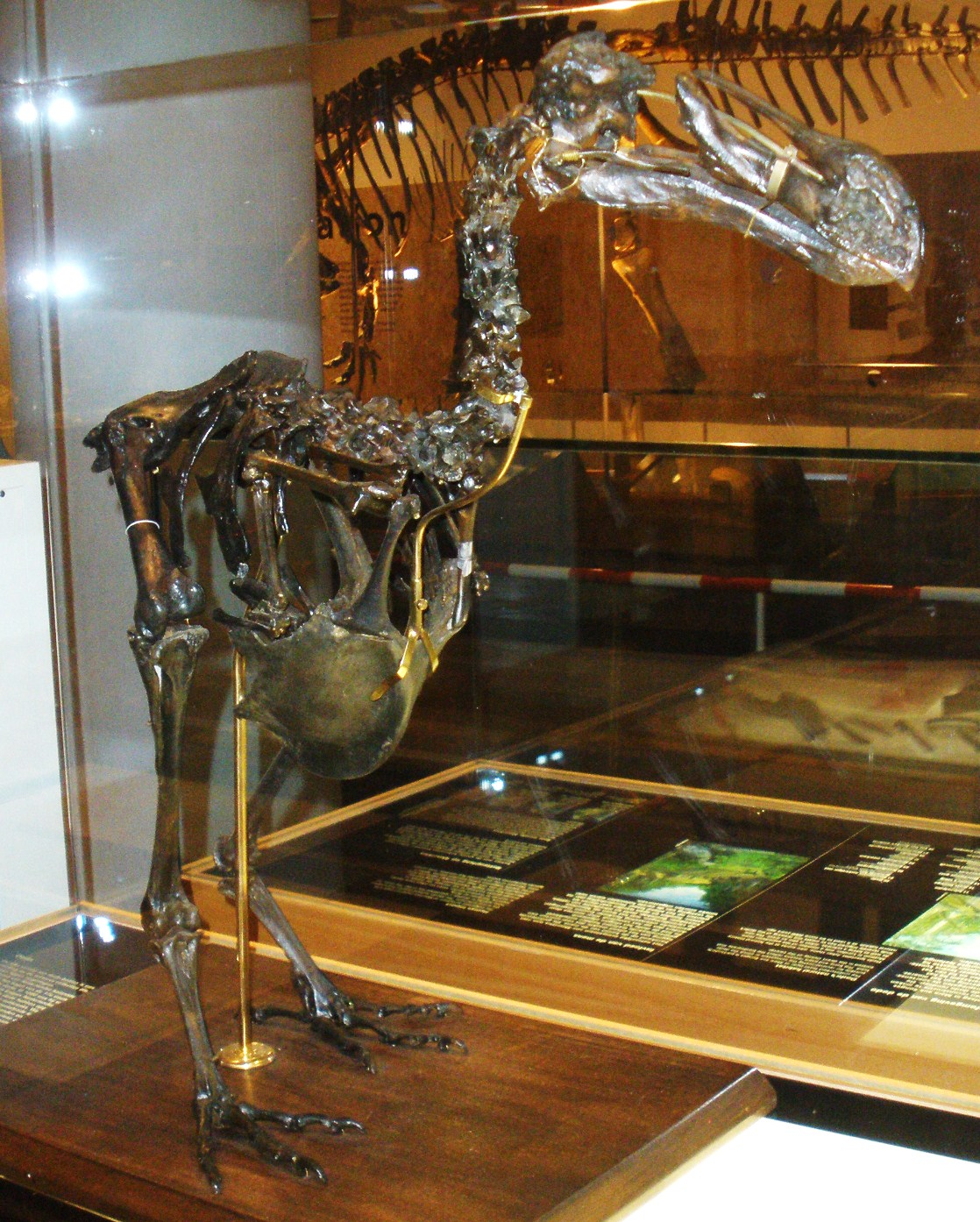
Esqueleto formado por fósseis encontrados em 2006, Naturalis

Louis Etienne Thirioux, um naturalista amador de Port Louis, também encontrou muitos ossos de dodô em vários locais da ilha por volta do ano 1900. Suas descobertas incluem o único resto de um exemplar juvenil, um tarsometatarso, posteriormente perdido; e o primeiro espécime articulado, que é também o único dodô fóssil encontrado fora da região do Mare aux Songes. Este último foi encontrado em 1904 num caverna perto da montanha Le Pouce, e é o único esqueleto completo de um mesmo dodô. Thirioux o doou ao Museu Desjardins (hoje Museu de História Natural de Maurício), onde ainda está em exibição. Os herdeiros de Thrioux venderam um segundo esqueleto (composto por ossos de pelo menos dois indivíduos, com a maior parte do crânio reconstruído) ao Durban Museum of Natural Science, na África do Sul, em 1918. Juntos, esses dois esqueletos representam os resquícios mais completos, incluindo elementos ossos anteriormente não registrados (como patelas e vários ossos da asa). Embora alguns escritores contemporâneos tenham notado a importância dos espécimes de Thrioux, eles não foram estudados cientificamente e ficaram esquecidos até 2011, quando foram examinados por um grupo de pesquisadores. Em 2014, tais amostras foram a base para a primeira reconstrução 3D de um esqueleto completo de dodô, que utilizou tecnologia de varredura a laser em três dimensões. A reconstrução foi exibida em Berlim, na 74ª Reunião Anual da Sociedade de Paleontologia de Vertebrados.

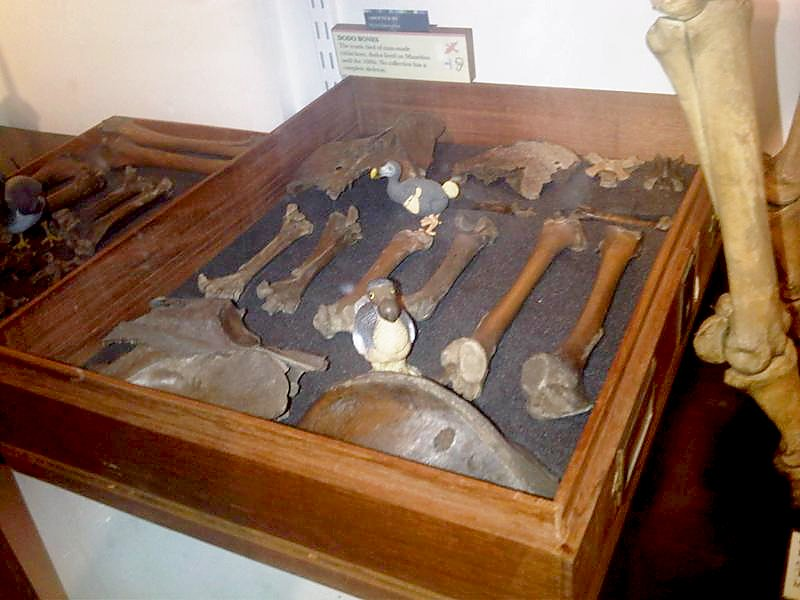
Ossos fósseis redescobertos no Grant Museum em 2011

Em outubro de 2005, depois de cem anos de negligência, uma parte do pântano Mare aux Songes foi escavada por uma equipe internacional de pesquisadores. Para prevenir a malária, os britânicos haviam coberto o pântano com núcleo duro durante o seu domínio sobre Maurício, que teve de ser removido. Muitos restos mortais foram encontrados, incluindo ossos de pelo menos 17 dodôs em vários estágios de maturidade (embora não juvenis), e vários ossos, obviamente, a partir do esqueleto de uma ave individual, que foram preservados na sua posição natural. Esses achados foram tornados públicos em dezembro de 2005 no museu Naturalis em Leiden. 63% dos fósseis encontrados no pântano pertencia a tartarugas do gênero Cylindraspis, já extinto, e 7,1% pertenciam a dodôs, que haviam sido depositados dentro de vários séculos, há 4 000 anos. Escavações posteriores sugeriram que dodôs e outros animais ficaram atolados no Mare aux Songes ao tentar chegar a água durante um longo período de seca severa cerca de 4 200 anos atrás. Além disso, as cianobactérias prosperaram nas condições criadas pelos excrementos de animais se reuniram em torno do pântano, que morreram de intoxicação, desidratação, atropelamento, e afundando. Apesar de muitos pequenos elementos do esqueleto foram encontrados durante as recentes escavações do pântano, poucos foram encontrados durante o século 19, provavelmente devido ao emprego de métodos de coleta menos refinados. Em junho de 2007, os aventureiros que exploravam uma caverna na ilha Maurício descobriram o esqueleto de dodô mais completo e mais bem preservado já encontrado. O espécime foi apelidado de "Fred", após o achado.
Em todo o mundo, 26 museus possuem quantidades significativas de material de dodô, quase todos encontrados no Mare aux Songes. O Museu de História Natural de Londres, Museu Americano de História Natural, Museu de Zoologia da Universidade de Cambridge, Museu Senckenberg, dentre outros, têm esqueletos quase completos, montados a partir de restos fósseis de vários indivíduos. Em 2011, uma caixa de madeira contendo ossos de dodô da era eduardiana foi redescoberta no Grant Museum da University College London, durante os preparativos para uma mudança. Eles haviam sido armazenadas junto com ossos de crocodilo.

## "Dodô branco"

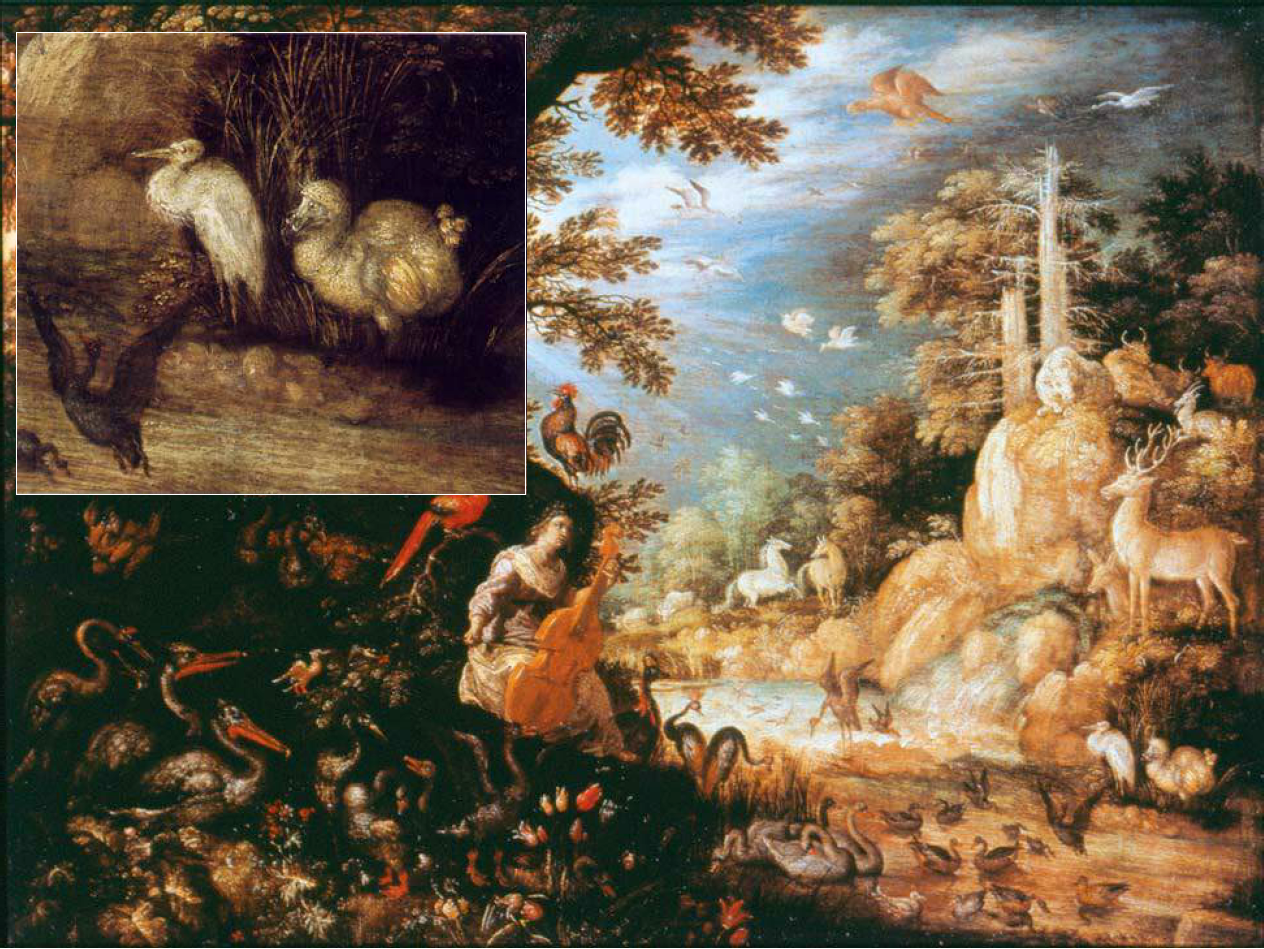
O dodô esbranquiçado desta pintura de Savery (1611) inspirou outros artistas a retratarem a ave com a cor branca.

O suposto "dodô branco" (ou "solitário") da ilha Reunião é hoje considerado uma conjectura errada baseada em relatos de avistamentos do íbis-terrestre-de-reunião e pinturas do século XVII de aves brancas parecidas com o dodô feitas por Pieter Withoos e Pieter Holsteyn, e que vieram à tona no século XIX. A confusão começou quando Willem Bontekoe, após visitar Reunião por volta de 1619, mencionou aves gordas e incapazes de voar, às quais se referiu como "Dod-eersen" em seu diário de bordo, embora sem mencionar de que cor eram. Quando o diário foi publicado em 1646, o relato foi acompanhado por uma gravura de um dodô da "Crocker Art Gallery sketch" de Savery. Uma ave branca, encorpada e que não voava foi mencionada pela primeira vez como parte da fauna de Reunião pelo oficial-chefe J . Tatton em 1625. Menções esporádicas foram posteriormente feitas por Sieur Dubois e outros escritores da época.
O barão Edmond de Sélys Longchamps cunhou o nome Raphus solitarius para estas aves em 1848, pois acreditava que os relatos se referiam a uma espécie de dodô. Quando pinturas do século XVII de dodôs brancos foram redescobertas por naturalistas do século XIX, acreditou-se que elas retratavam essas aves. Anthonie Cornelis Oudemans sugeriu que a discrepância entre as pinturas e as antigas descrições aconteceu porque os desenhos mostravam as fêmeas, e que a espécie tinha, portanto, dimorfismo sexual. Alguns autores também acreditavam que os animais descritos eram de uma espécie semelhante ao solitário-de-rodrigues, sendo por isso também chamados de "solitários", ou mesmo que havia espécies brancas tanto de dodô como de solitários na ilha.

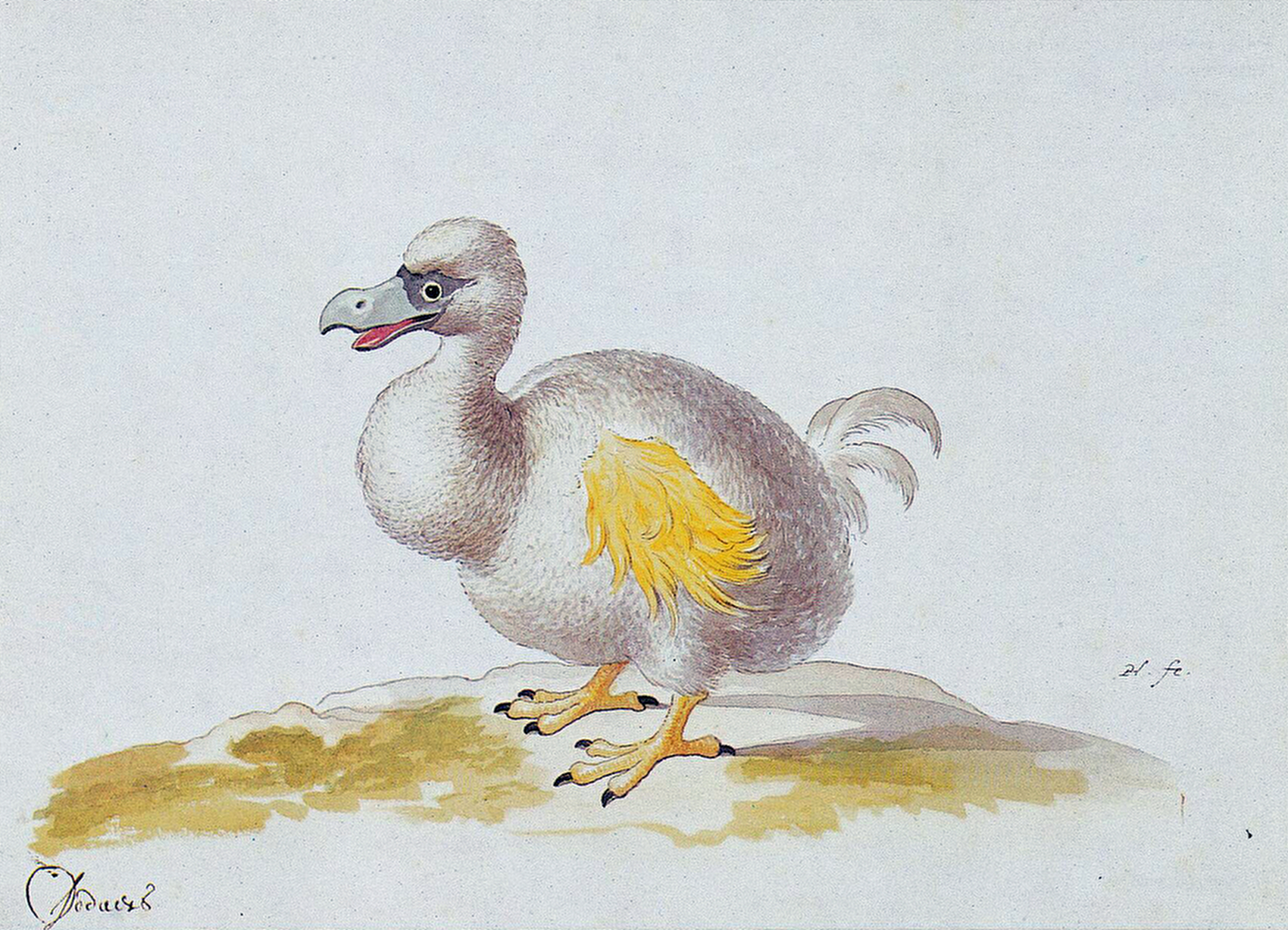
O dodô branco pintado por Holsteyn, baseado na obra de Savery, confundiu ainda mais os naturalistas.

A pintura de Pieter Withoos, descoberta primeiro, parece ter sido baseada numa pintura anterior de Pieter Holsteyn, e sabe-se que existiram três versões dela. De acordo com Hume, Cheke e Valledor de Lozoya, parece que todas as representações de dodôs brancos foram baseadas na pintura Landscape with Orpheus and the animals de 1611, feita por Roelant Savery, ou em cópias da mesma. A pintura mostra um espécime esbranquiçado e aparentemente foi feita com base num exemplar empalhado em Praga; um walghvogel descrito como tendo um "coloração esbranquiçada suja" foi mencionado em um inventário de espécimes na coleção de Praga do Sacro Imperador Romano Rodolfo II, que contratou Savery na época (1607-1611). Várias imagens posteriores de Savery mostram sempre aves acinzentadas, possivelmente porque ele viu outro exemplar. Cheke e Hume acreditam que o espécime pintado era branco devido ao albinismo. Valledor de Lozoya, por sua vez, sugeriu que a plumagem clara pode ser um traço juvenil, resultado do branqueamento de exemplares taxidermizados antigos, ou simplesmente licença artística.
Em 1987, cientistas descreveram fósseis de uma espécie de íbis recentemente extinta originária da ilha Reunião com um bico relativamente curto, Borbonibis latipes, antes de uma conexão com os relatos do solitário-de-rodrigues ter sido feita. Cheke sugeriu a um dos autores, Francois Moutou, que os fósseis podem ter sido do íbis-de-reunião, e esta sugestão foi publicada em 1995. O íbis foi transferido para o gênero Threskiornis, agora combinado com o epíteto específico "solitarius" do binomial R. solitarius. As aves deste gênero são também brancas e pretas com bicos finos, se enquadrando assim com as antigas descrições do íbis-de-reunião. Nenhum fóssil de animais parecidos com o dodô jamais foi encontrado na ilha.

## Relevância cultural

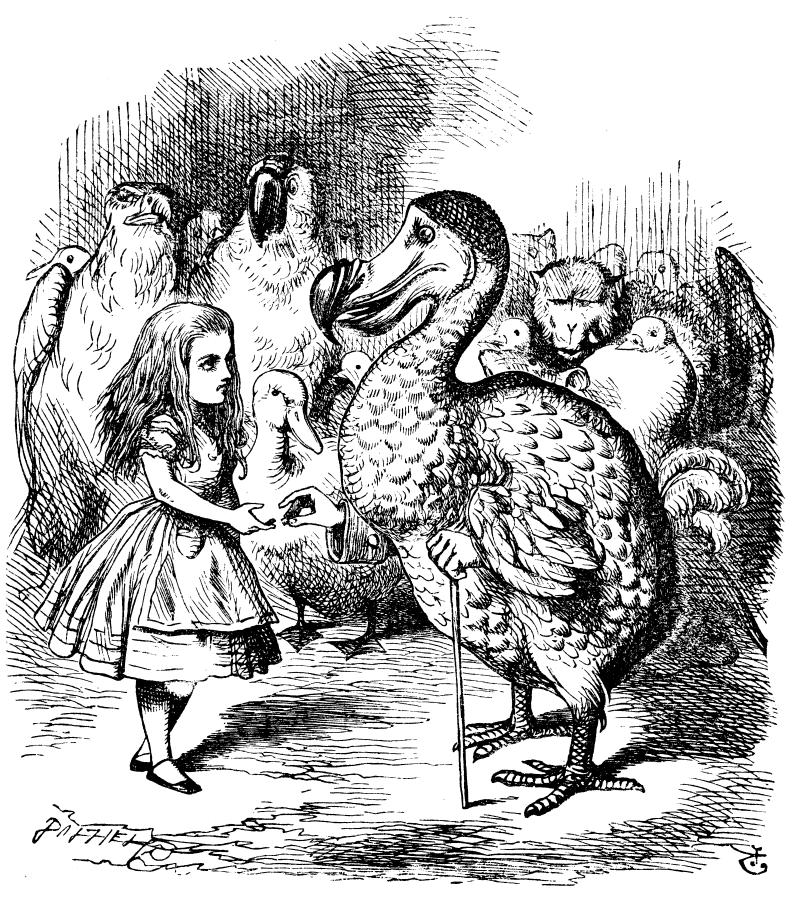
Alice e o dodô. Ilustração de John Tenniel.

A importância do dodô como um dos mais famosos animais extintos e sua aparência singular levou à sua utilização na literatura e na cultura popular como um símbolo de um conceito ou objeto desatualizado. Na língua inglesa, a expressão "dead as a dodo" ("morto como um dodô") quer dizer uma coisa inquestionavelmente morta ou obsoleta. Da mesma forma, a frase "to go the way of the dodo" ("seguindo o caminho do dodô") significa tornar-se extinto ou obsoleto, cair fora do uso ou da prática comum, ou virar uma coisa do passado. Embora sejam expressões de uso frequente, uma pesquisa da ONG internacional WWF publicada em 2015 mostrou que um em cada quatro britânicos acredita que os dodôs ainda existem. Em 2009, uma ilustração holandesa inédita de um dodô, datada do século XVII, foi colocada à venda na Christie's e esperava-se que fosse vendida por 6 000 libras esterlinas. Não se sabe se a ilustração foi baseada em um espécime ou em uma imagem anterior. Foi arrematada por 44 450 libras.
Mesmo antes de sua extinção, o dodô era frequentemente destacado na literatura europeia, além de ser usado como símbolo para terras exóticas e para a gula, devido a sua aparência obesa. Em 1865, mesmo ano em que George Clark começou a publicar relatórios sobre fósseis escavados de dodô, a ave recém vindicada virou um personagem de Alice no País das Maravilhas, obra-prima do escritor inglês Lewis Carroll. Acredita-se que ele incluiu o dodô porque se identificou com a ave e adotou o nome como apelido para si mesmo por causa de sua gagueira, o que o fez acidentalmente apresentar-se como "Do-do-dodgson", seu sobrenome oficial. A popularidade do livro fez do dodô um famoso ícone da extinção.

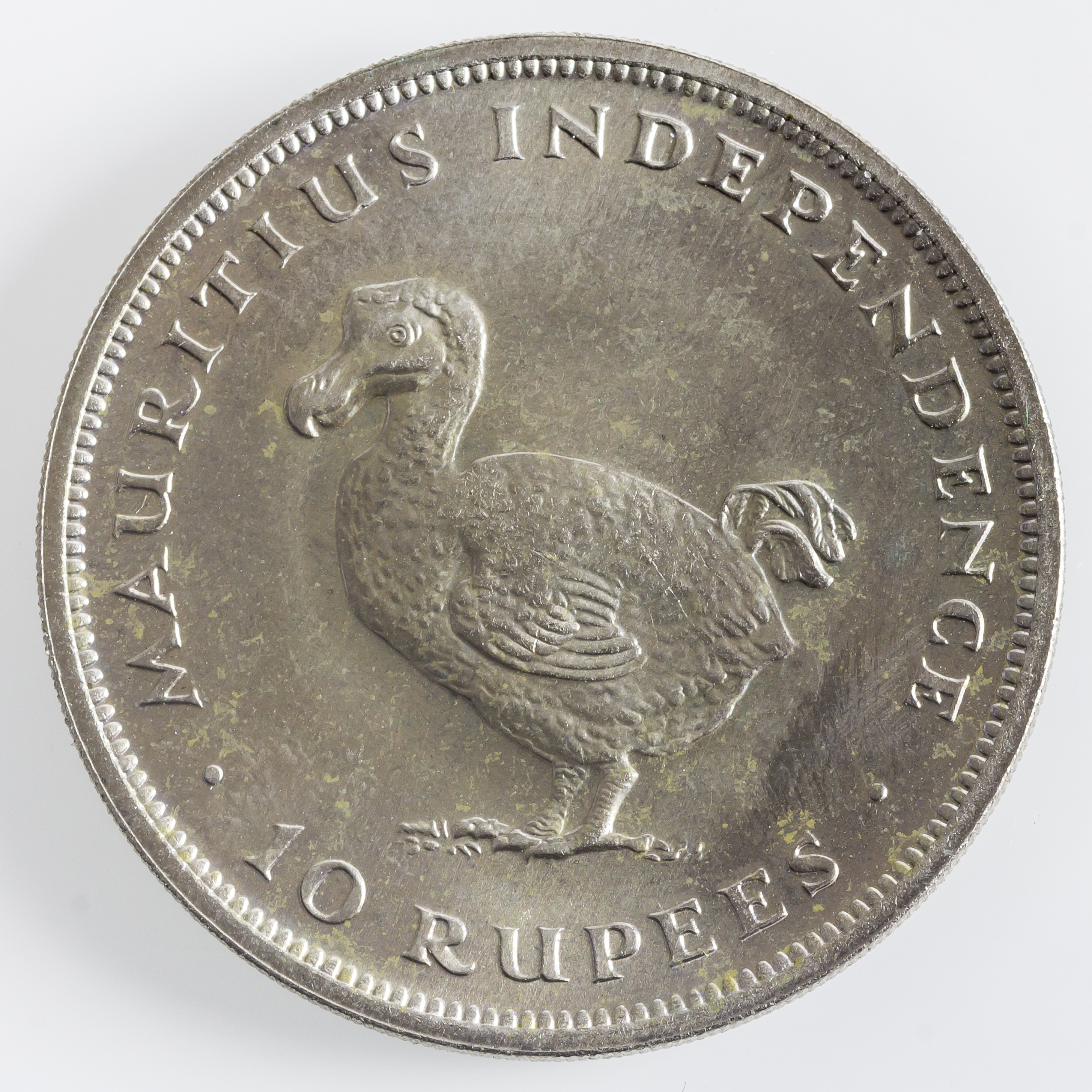
Dodô retratado numa moeda de 10 rúpias mauricianas, 1971.

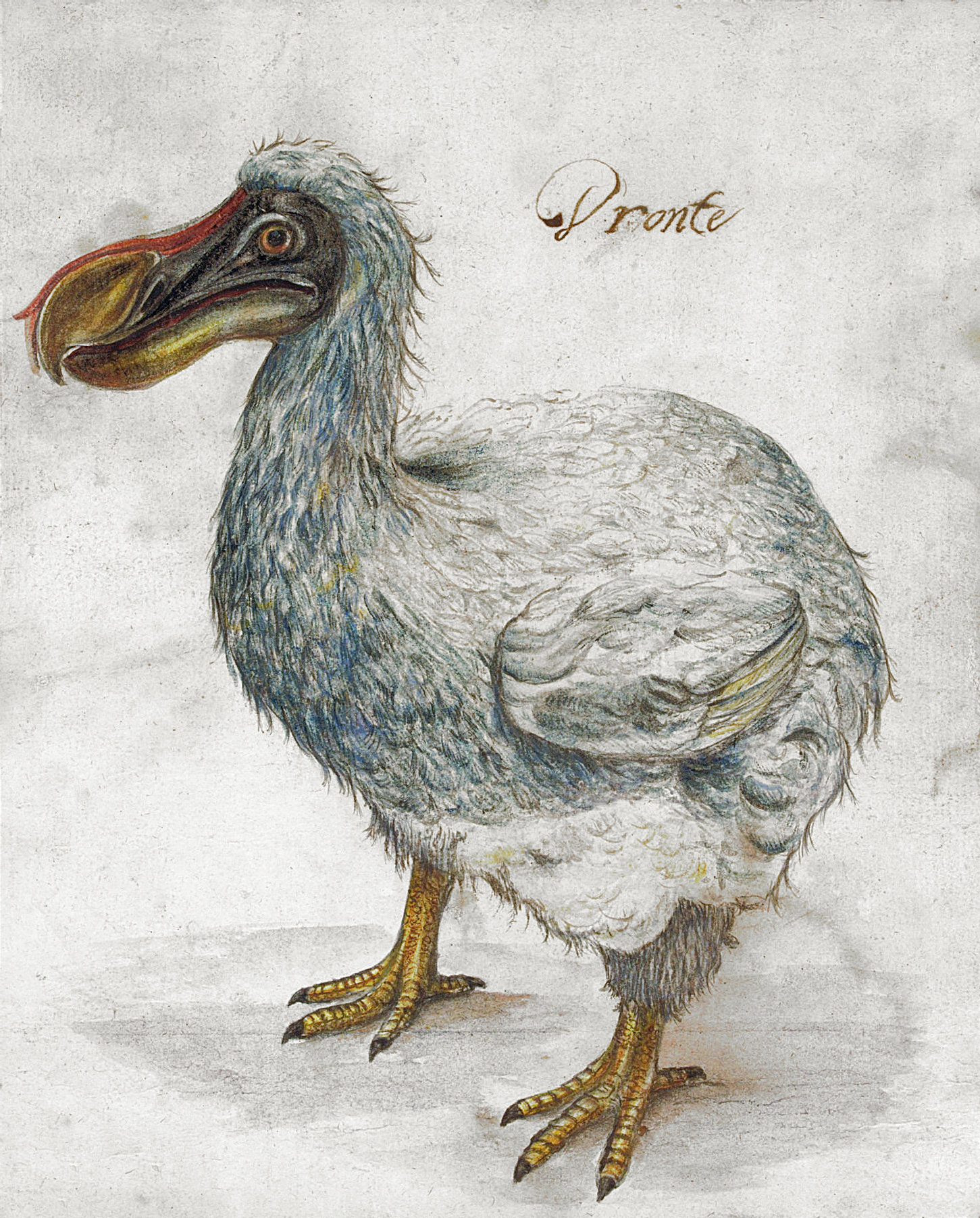
Imagem do século XVII leiloada na Christie's

Atualmente, o dodô aparece em obras de ficção popular, como animações, séries de TV e filmes. É usado como mascote para muitos tipos de produtos, especialmente em Maurício. O dodô aparece como um defensor no brasão de armas de Maurício. É também usado como uma marca d'água em notas da moeda local, a rupia maurícia. Um dodô sorridente é o símbolo da Brasseries de Bourbon, uma popular marca de cerveja da ilha Reunião, cujo emblema mostra a espécie branca que se pensava ter vivido lá. A ave também é usada para promover a proteção de espécies ameaçadas de extinção por muitas organizações ambientais, como a Durrell Wildlife Conservation Trust, o Durrell Wildlife Park, e o Center for Biological Diversity, que oferece anualmente o irônico prêmio Rubber Dodo, uma "honraria" dada àqueles que mais contribuíram para extinguir espécies ameaçadas.
Em 2011, uma espécie de aranha da família Nephilidae − Nephilengys dodo – que habita as mesmas florestas que os dodôs viviam, foi nomeada em homenagem à ave com o intuito de aumentar a conscientização sobre a necessidade urgente de proteção da biota de Maurício. O termo dodô também foi imortalizado por cientistas através da nomeação de elementos genéticos, lembrando sua incapacidade de voar. Um gene da mosca-das-frutas situado numa região de um cromossomo necessário para a capacidade de voar foi batizado de "dodo". Além disso, um elemento de transposição defeituoso de Phytophthora infestans foi nomeado DodoPi, uma vez que continha mutações que eliminaram a capacidade do elemento de saltar para novos locais num cromossomo.
O poeta Hilaire Belloc incluiu um poema sobre o dodô na sua obra The Bad Child's Book of Beasts, de 1896:

Dodô vivia a passear

Ao sol e ao ar, feliz,

Deixou o sol de ver Dodô

No chão de seu país!Calou-se a voz esganiçada

Por toda a eternidade

Mas, no museu, bico e ossos

Estão pra posteridade.